# バート・ホムブルク・フォア・デア・ヘーエ
バート・ホムブルク・フォア・デア・ヘーエ（ドイツ語: Bad Homburg vor der Höhe, 公式表記はBad Homburg v. d. Höhe） は、ドイツ連邦共和国ヘッセン州ダルムシュタット行政管区に属すホーホタウヌス郡の市である。本市は同郡の郡庁所在地であり、ヘッセン州に7つある特別市のひとつである。バート・ホムブルクは湯治場であると同時に、ヘッセン地方発展プランにより中規模中心に指定されている。本市は、「シャンパンの空気と伝統」をモットーに保養地ならびに会議都市としてアピールしている。
人口約53,000人のバート・ホムブルク市は、人口密集地域のライン＝マイン地方に位置しており、フランクフルト・アム・マインと直接境を接している。「バート」（温泉地を意味する）の肩書きは、1912年11月22日から使用されている。バート・ホムブルクは、保養地として、また「モンテカルロの母」とも呼ばれるカジノで国際的に知られている。さらに本市は、邸宅街を有する高級住宅地としても知られている。この保養地は他のタウヌス地方の都市と同様に、フランクフルトで働く、特に高額収入の通勤者に人気の住宅地である。ホムブルクは、地元の者よりも外国人が多く働く企業の所在地でもある。本市は連邦補償庁の本部所在地であり、中央役務・未解決財産問題連邦庁の支所がある。
バート・ホムブルクは2012年に購買力インデックス156 %と（連邦平均を100 %とする）、ドイツ全体でトップクラスの値を示した。ホーホタウヌス郡でこれよりも高い値は、ケーニヒシュタインの191 %、クローンベルクの179 %であった。

## 地理
バート・ホムブルク市は海抜137mから250mに位置しており、その中心部は194mである。

### 隣接する市町村
バート・ホムブルクは、北はヴェールハイムおよびフリードリヒスドルフ、東はロスバッハ・フォア・デア・ヘーエおよびカルベン（ともにヴェッテラウ郡）、南は郡独立市のフランクフルト・アム・マイン、南西はオーバーウルゼル、西は（わずかな部分だけであるが）シュミッテン、北西はノイ＝アンスパハと境を接している。

### 市の構成
- 内市街（旧市街を含む）
- ベルリナー・ジートルング/ガルテンフェルト
- ドルンホルツハウゼン
- ゴンツェンハイム
- キルドルフ
- オーバー＝エルレンバッハ
- オーバー＝エシュバッハ

## 歴史
ホムブルク市の名称 (Homburg) は、ホーエンベルク城 (Burg Hohenberg) に由来する。Die Höhe がタウヌス山地の伝統的な名称で、現在の名称は18世紀になって初めて用いられた。
ホムブルク、現在のバート・ホムブルク市は1180年ごろに初めて文献で裏付けられている。考古学的調査は、同時期の集落の証拠を提示した。782年のロルシュ文書にある Villa Tidenheim = Dietigheim の記述が本市のことであるとする説は疑わしい。
1330年ごろにホムブルクに都市権および市場開催権が与えられたという説も、該当する文書は存在せず、決定的な証拠はない。皇帝ルートヴィヒ4世 (神聖ローマ皇帝)は1335年にエップシュタイン家に対して、その所領にあたる「Hoenberg」の谷と城にも、シュタインハイムやエップシュタインと同様に10人ほどのユダヤ人が住むことを許可した。ルートヴィヒはこの2つの街のいずれにも都市権を授けた。ホムブルクにもこれは適用され、15世紀にホムブルクは「市」と呼ばれている。

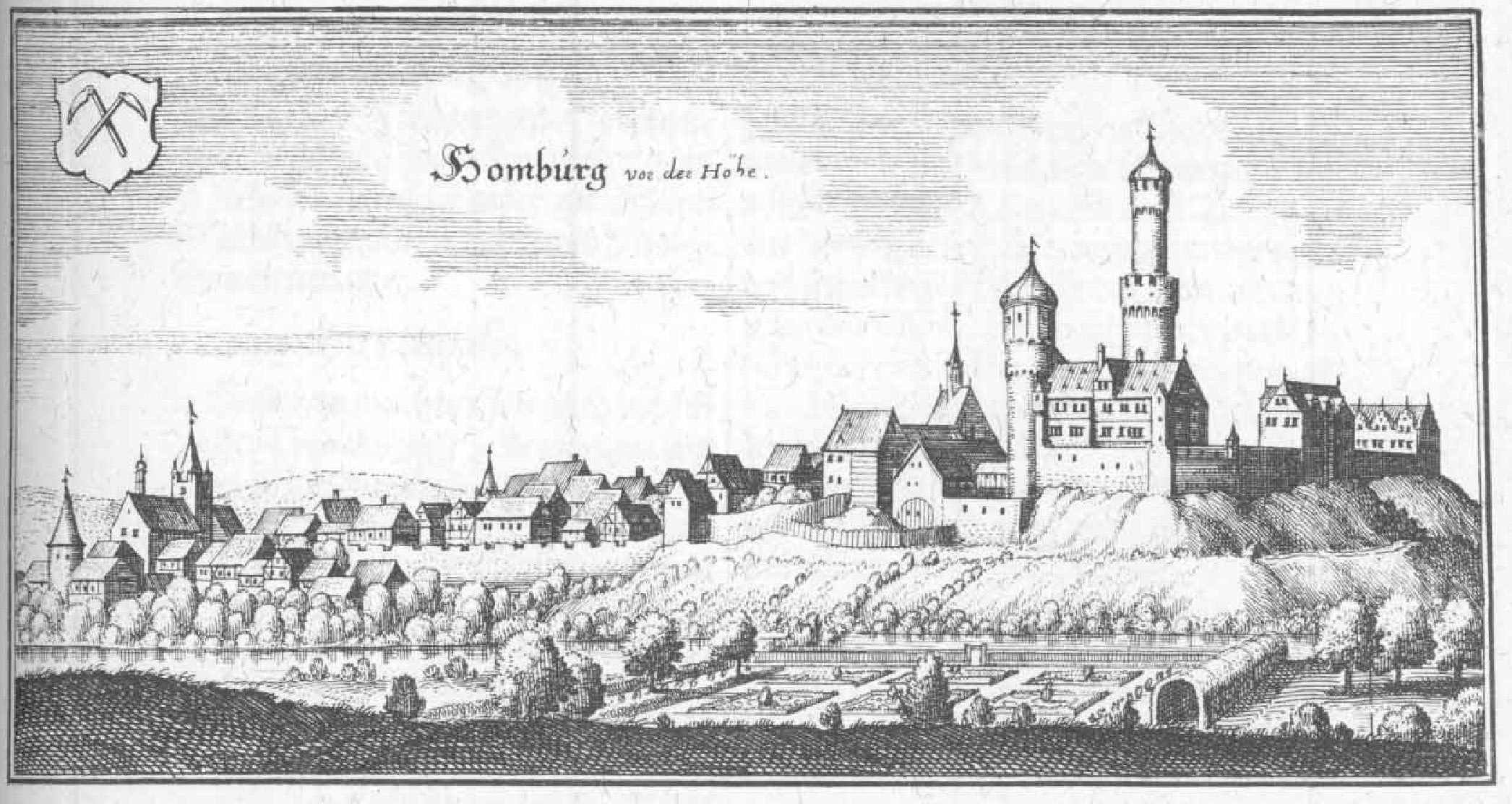
1655年出版のマテウス・メーリアンの銅版画に描かれたホムブルク

1486年にゴットフリート10世フォン・エップシュタインは、城、アムト、ホムブルク市を19,000グルデンでハーナウ＝ミュンツェンベルク伯フィリップ1世に売却した。ハーナウ家は1504年/1521年にランツフート継承戦争で敗者の陣営に参戦したためホムブルクを失い、再びヘッセン方伯領となった。フィリップ1世方伯の死後、ホムブルクはヘッセン＝ダルムシュタット家の所領となり、1622年にその分家であるヘッセン＝ホムブルク家のものとなった。1866年、ヘッセン＝ホムブルク方伯家の断絶によりその所領はヘッセン＝ダルムシュタット大公に返還されたが、同年の普墺戦争の結果、プロイセン領となった。
19世紀半ばから温泉業が興り、カジノの建設により大いに利益を上げたことで、本市は国際的に有名な温泉保養地に変貌していった。
バート・ホムブルクは1888年以降、皇帝ヴィルヘルム2世の夏の宮廷都市となったことにより、ホムブルクの存在はドイツ全土に知れわたるようになった。後に彼は近郊の救世主教会（Erlöserkirche）を建設するための予算を拠出した。また、皇帝の母も数年間にわたってここに滞在した。イギリスのエドワード7世もしばしば訪問する客であった。ホンブルグ帽とズボンの裾を折り返した形を世に紹介したのは彼であった。エドワードはホムブルクにおいて32度にわたって断食療法を受けている。
ホレックスは、1923年にフリッツ・クレーマンがバート・ホムブルクに設立したドイツのオートバイメーカーであった。バート・ホムブルクにはホレックス博物館が造られた。移転したホレックス工場の近くに160万ユーロを費やして建設された新しい建物が、2012年9月にオープンした。
第二次世界大戦末期の1945年3月30日にバート・ホムブルクはアメリカ軍第3軍に占領された。

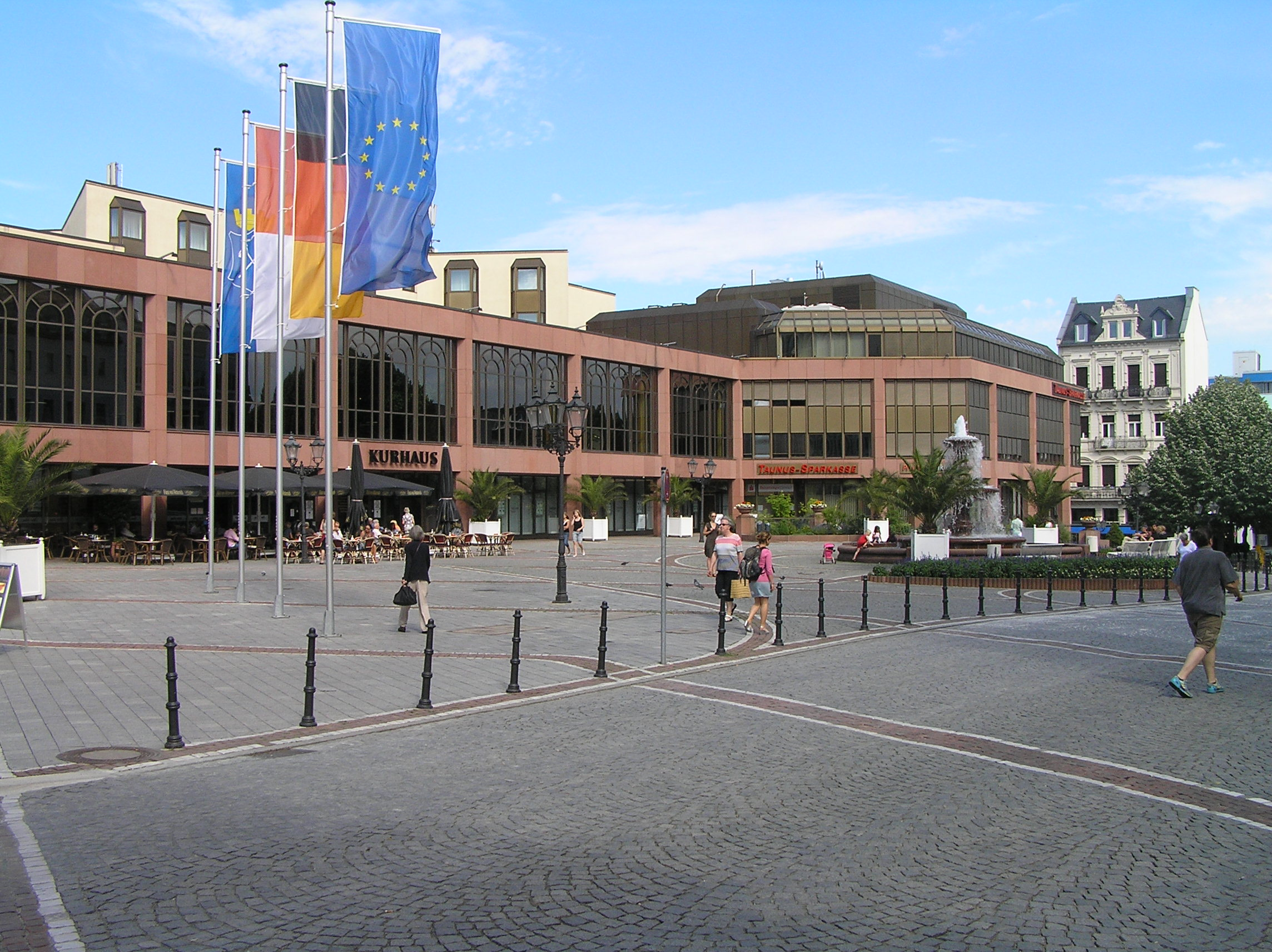
バート・ホムブルクのクアハウス

バート・ホムブルクの温泉業は第二次世界大戦後、特に戦時中に爆撃で甚大な損傷を受けたクアハウスが再建されて以後、力強い復興を遂げた。高級ホテルは軍政府に接収されていた。役所や行政機関の所在地となったことからも本市の重要性が判る。早くも1946年秋に軍政府は米英管理地区の役所の建設を命じたが、財務局の所在地はバート・ホムブルクであった。1947年7月23日に通貨改革のための準備を行う米英管理地区の経済官庁「金融および融資特別局」が設けられ、ルートヴィヒ・エアハルトがその長官に就任した。連邦共和国建設後は首都ボンとともにバート・ホムブルクに連邦負債管理局が置かれた。この官庁は2002年に連邦有価証券管理局と改名され、2006年8月1日からドイツ金融庁の一部となった。これは有価証券と連邦補償のための行政機関である。
20世紀が進むにつれ、バート・ホムブルクは裕福なフランクフルトの家族に人気の住宅地となっていった。その人気はフランクフルトの戦争被害によって高まる傾向にあった。1989年11月30日、バート・ホムブルクでドイツ銀行頭取のアルフレート・ヘルハウゼンが爆死した。テロリストが通過する社用車に火をつけたためであった。

### 市町村合併
周辺村落の併合は、1901年にキルドルフ、1937年にゴンツェンハイムに対して行われた。1971年12月31日、ヘッセン州の地域再編に伴ってオーバー＝エシュバッハとドルンホルツハウゼンが自由意思に基づき合併した。1972年8月1日にはオーバー＝エルレンバッハが法に基づき合併した。
合併した町村ドルンホルツハウゼン、オーバー＝エシュバッハ、オーバー＝エルレンバッハには、基本条例に基づき地区議会と地区代表者を有する行政地区が設けられている。行政地区オーバー＝エシュバッハとオーバー＝エルレンバッハとの境界は、かつての町村境が用いられている。ドルンホルツハウゼン行政地区は、ドルンホルツハウゼン集落のほかにバート・ホムブルクとキルドルフの連邦道B456号線（ザールブルク街道/ホーエンマルク通り）以西が含まれる。
この街は中世からすでに村を吸収して中規模都市になった。この場合、単に住民が都市部に住み着いたため村が放棄されたのであった。
ホムブルクでは、合併以外でも特にユグノー派が移住した時代に、その東側に現在は独立して新設されたフリードリヒスドルフや、ドルンホルツハウゼンの廃村地区（現在はバート・ホムブルクの市区）に人が住むようになった。

## 住民

### 宗教

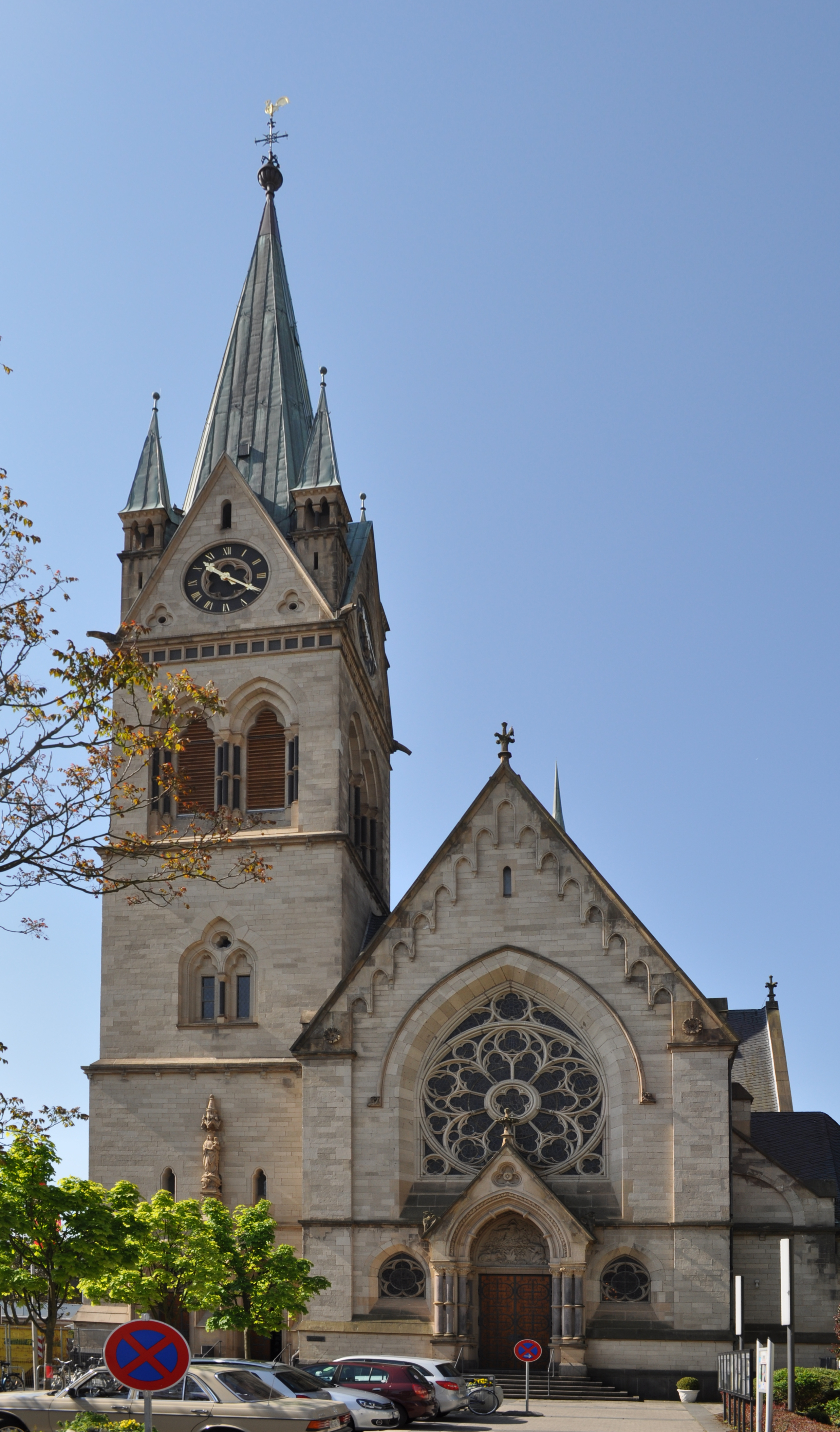
聖マリエン教会

#### カトリック教会
リムブルク司教区に属すのは:
- 聖マリエン教会区
  - 市中心部の聖マリエン教会。ルートヴィヒ・ベックによって建設された。
  - ゴンツェンハイムの聖十字架教会。1952年/1953年建造。イギリスのオルガン製造者 J.W.ウォーカーが1867年にイギリスの教会のために制作したオルガンが、1953年にバート・ホムブルク市から聖十字架教会に寄贈された。
  - ガルテンフェルトジートルングのイエスの心臓教会
  - キルドルフの聖ヨハネス教会
  - キルドルフの聖フランツィスクス教団センター
  - バート・ホムブルクイタリア教会

マインツ司教区に属すのが:
- オーバー＝エシュバッハの聖エリーザベト教会
- オーバー＝エルレンバッハの聖マルティン教会

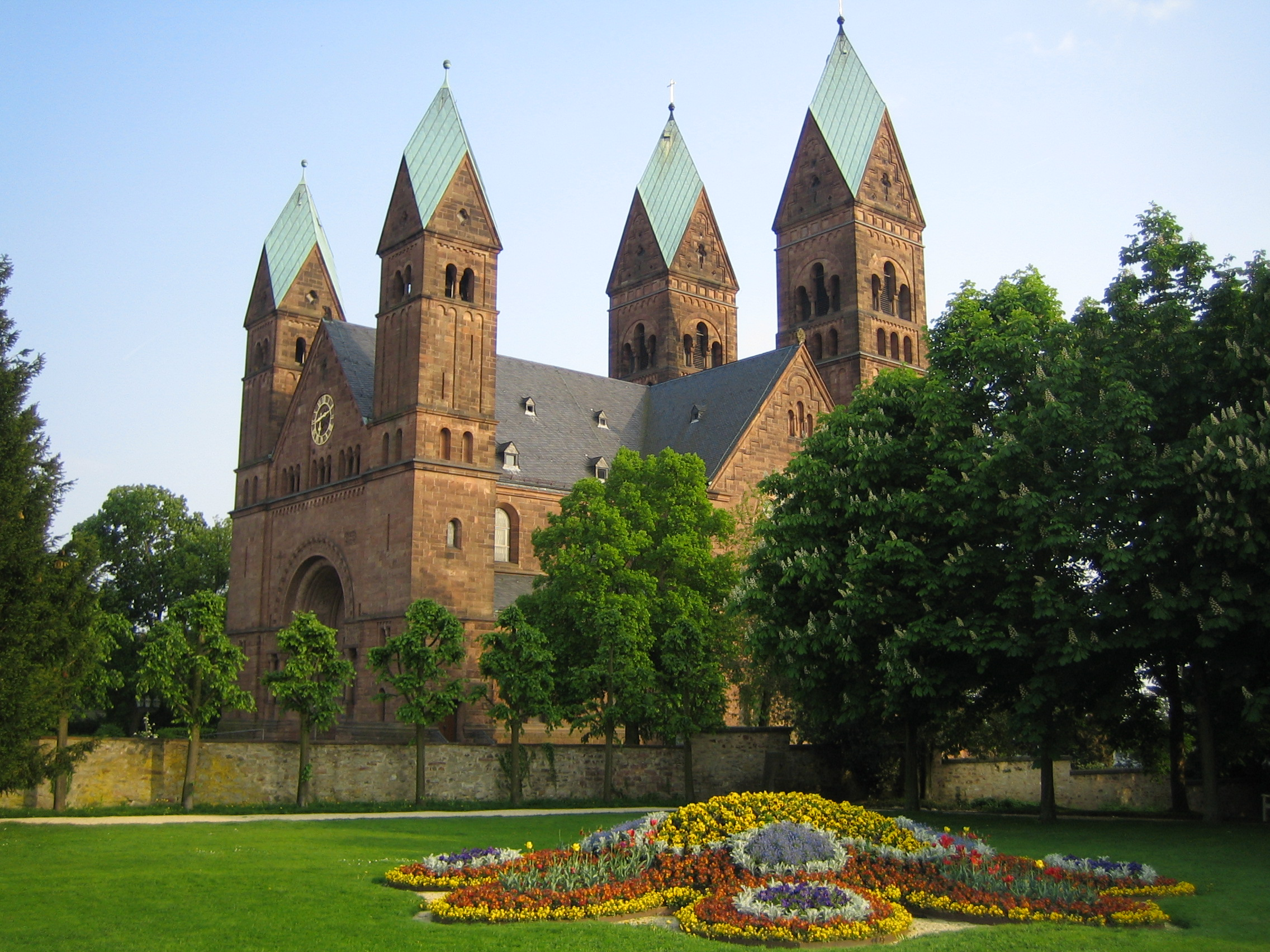
救済者教会

#### 福音主義教会
- ベルリナー・ジートルング（市中心部）のクリストゥス教会
- イギリス教会。1868年から1914年にイギリスおよびアメリカの湯治客の礼拝に用いられていた。現在は市中心部の文化センターになっている。
- 市中心部の救済者教会。マックス・シュピッタおよびフランツ・シュヴェヒテン（ドイツ語版、英語版）の設計に基づいて建設された。

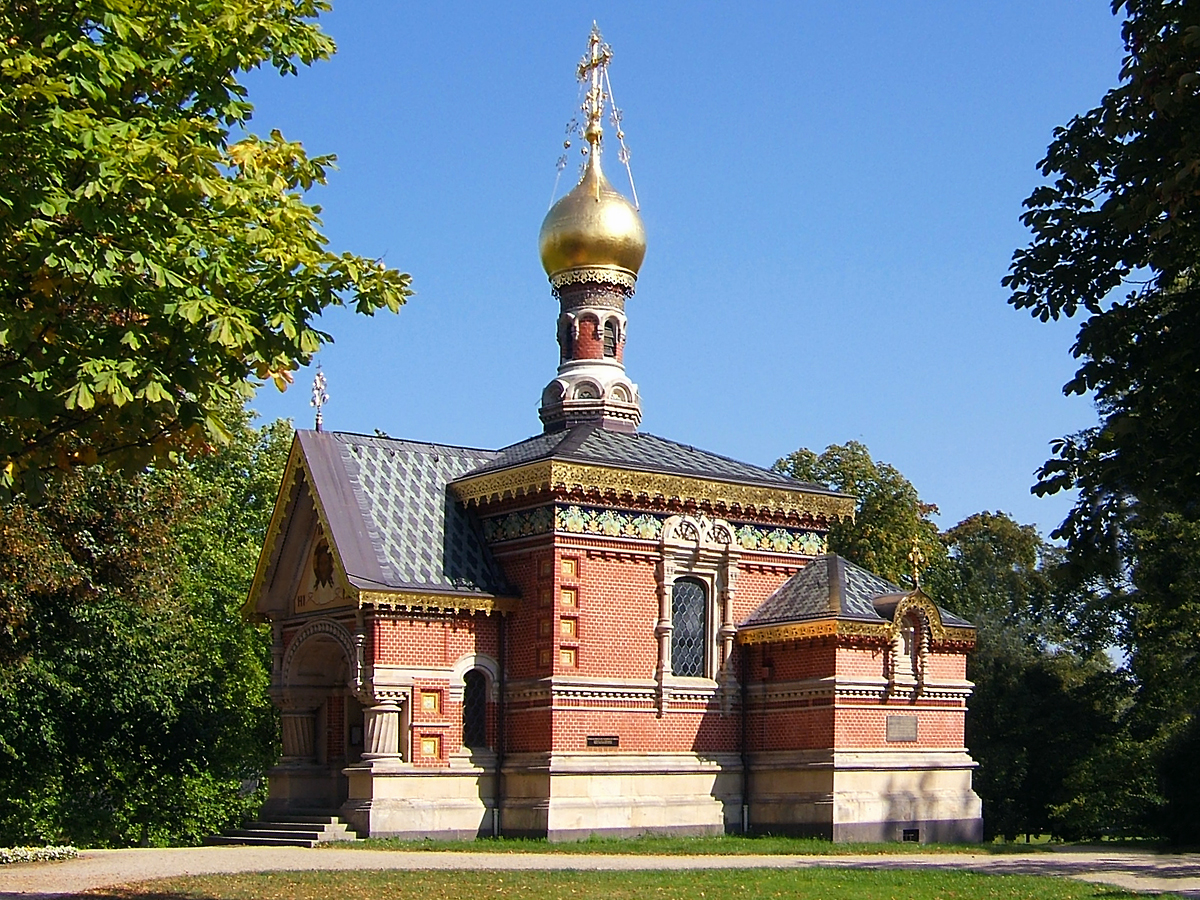
万霊教会

- ゴンツェンハイムの福音主義教会
- キルドルフの追悼教会
- ドルンホルツハウゼンのヴァルド派教会
- オーバー＝エシュバッハの天国の門

#### ロシア正教会
- 万聖教会。クアパルク内のロシア正教の礼拝堂。

#### 自由教会
- 福音主義自由教会。バート・ホムブルクには、福音主義自由教会組織連合のドイツ本部、欧州バプテスト連合、福音主義自由教会組織の貯蓄・信用銀行がある。

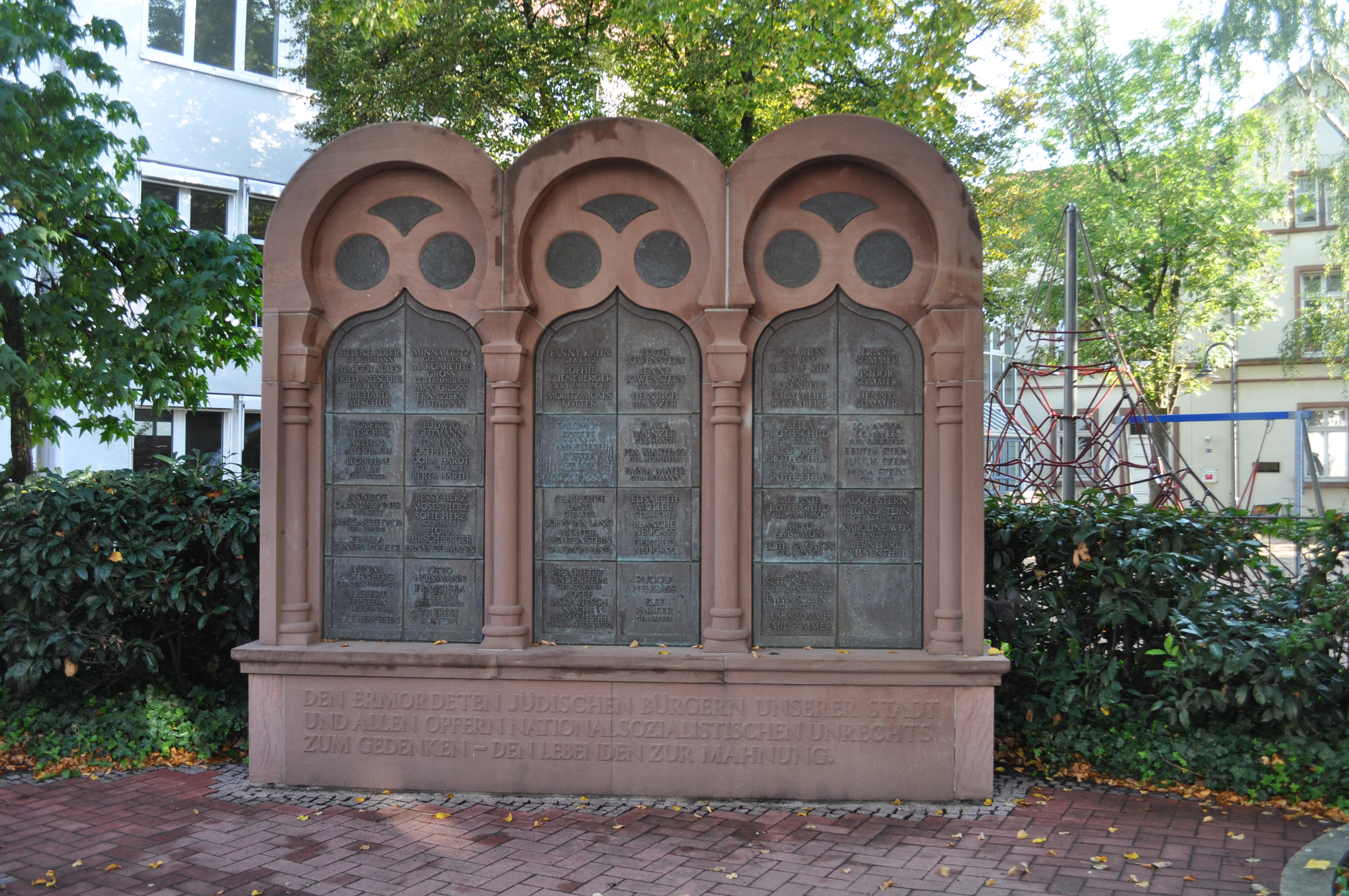
シナゴーグ記念碑

- バート・ホムブルク福音主義教団

#### ユダヤ教会
バート・ホムブルクには中世後期からユダヤ教会が存在していた。1639年に11人のユダヤ人がいたと記録されている。ユダヤ人の人数はその後著しく増加した。1803年には105家族、1925年ごろのユダヤ教会には約400人の信者がいた。これはこの街の当時の人口約16,000人の2.5 %ほどにあたる。
ユダヤ教会は1938年の排斥運動でシナゴーグが破壊された後に解体され、1942年にバート・ホムブルクで最後のユダヤ人が追放された。2010年、現在この街にはわずか数人のユダヤ人が住むだけである。
エリーザベト通りの旧シナゴーグの場所は現在空き地となっており、遊戯広場として利用されている。記念碑とブロンズ板がシナゴーグと国家社会主義の暴力によるユダヤ人犠牲者をしのばせる。

#### その他の宗教団体
- バハイ教
- エホバの証人

## 行政

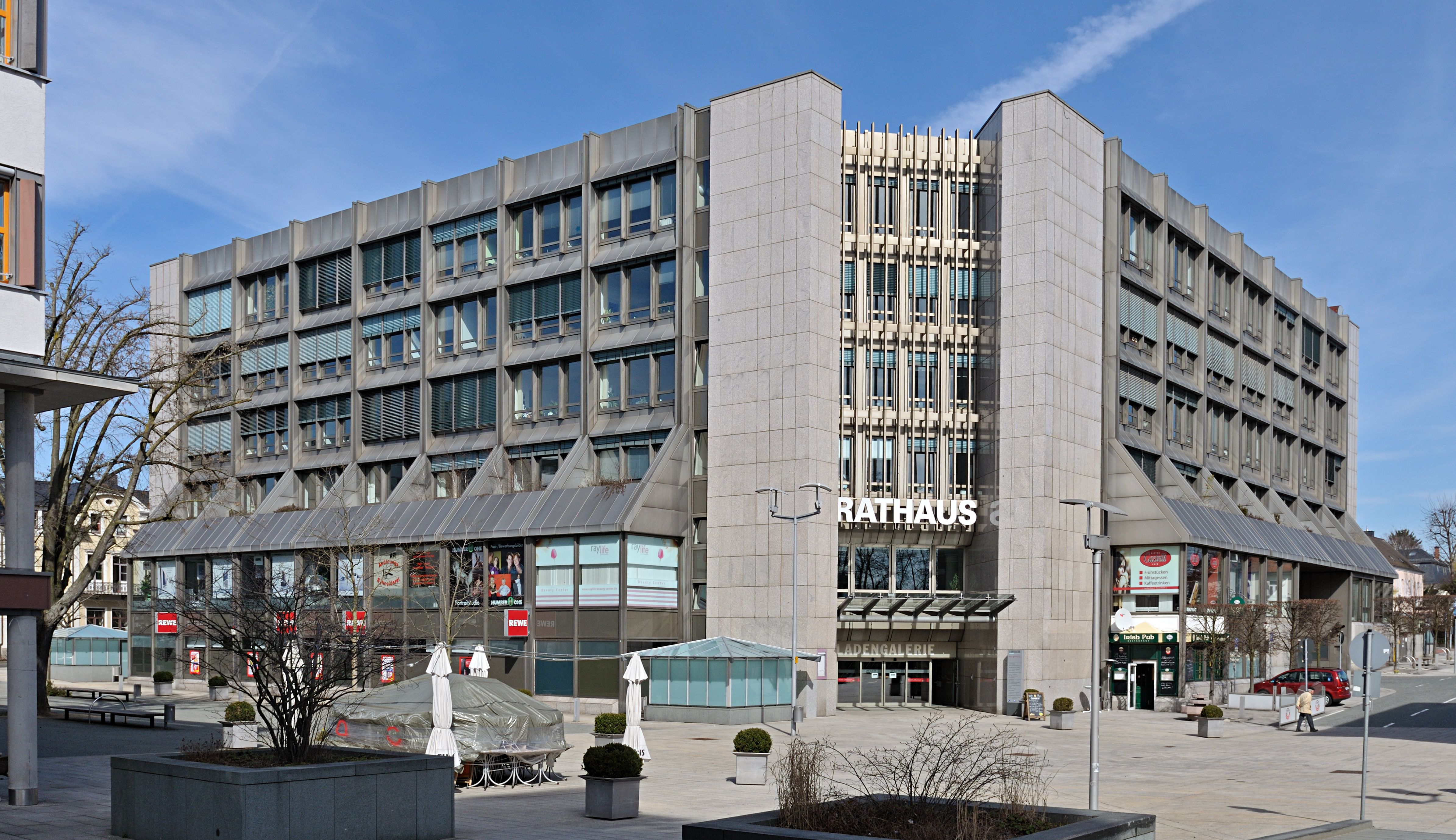
バート・ホムブルク・フォア・デア・ヘーエ市庁舎

### 市議会
バート・ホムブルクの市議会は、49議席で構成されている。

### 上級市長
バート・ホムブルクは郡独立市ではなく、初めは「オーバービュルガーマイスター」（上級市長）が存在しなかった。定期的に城に住んだ皇帝ヴィルヘルム2世は、1892年から市長に個人的な称号として「ティテル・オーバービュルガーマイスター」（肩書き上の上級市長）を授けた。帝政の終了後、この称号は市長に与えられなかった。
ゲオルク・エーバーラインは1945年以後、占領政府の命令に基づいて役職名として上級市長を名乗った。その後継者カール・ホルンには州政府がこれを許可した。1979年以後は、バート・ホムブルクが「特別市」となったため、すべての市長が「上級市長」の肩書きを公式に名乗っている。

### 姉妹都市・協力都市
姉妹都市は以下の通りである。
- クール（スイス、グラウビュンデン州）
- ドゥブロヴニク（クロアチア、ドゥブロヴニク＝ネレトヴァ郡）
- エクセター（イギリス、デヴォン）
- マリアーンスケー・ラーズニェ（チェコ、カルロヴィ・ヴァリ州）1953年に市はドイツ・マリエンバート追放者協会に対する協力都市となり、1991年8月3日に姉妹都市となった。
- マイアーホーフェン（ドイツ語版、英語版）（オーストリア、チロル州）
- ペテルゴフ（ロシア、サンクトペテルブルク）
- テッラチーナ（イタリア、ラツィオ州）
- モンドルフ＝レ＝バン（フランス語版、英語版）（ルクセンブルク）
- カブール（フランス、カルヴァドス県）

#### 姉妹プロジェクト都市
- グライツ（ドイツ、テューリンゲン州）
- ニシュ（セルビア、ニシャヴァ郡）

#### 旧姉妹都市
1956年にアルジェリアのベジャイアとバート・ホムブルク・フォア・デア・ヘーエとの間の姉妹都市協定が締結された。これは当時アルジェリアとの間で唯一の姉妹都市協定であり、わずか6件だけのドイツとアフリカとの姉妹都市協定のひとつであった。1963年にベン・ベラが権力を掌握すると、この姉妹都市協定はアルジェリア側から撤回された。ベジャイア市長による姉妹都市協定再興の試みは1975年に頓挫した。

## 経済と社会資本

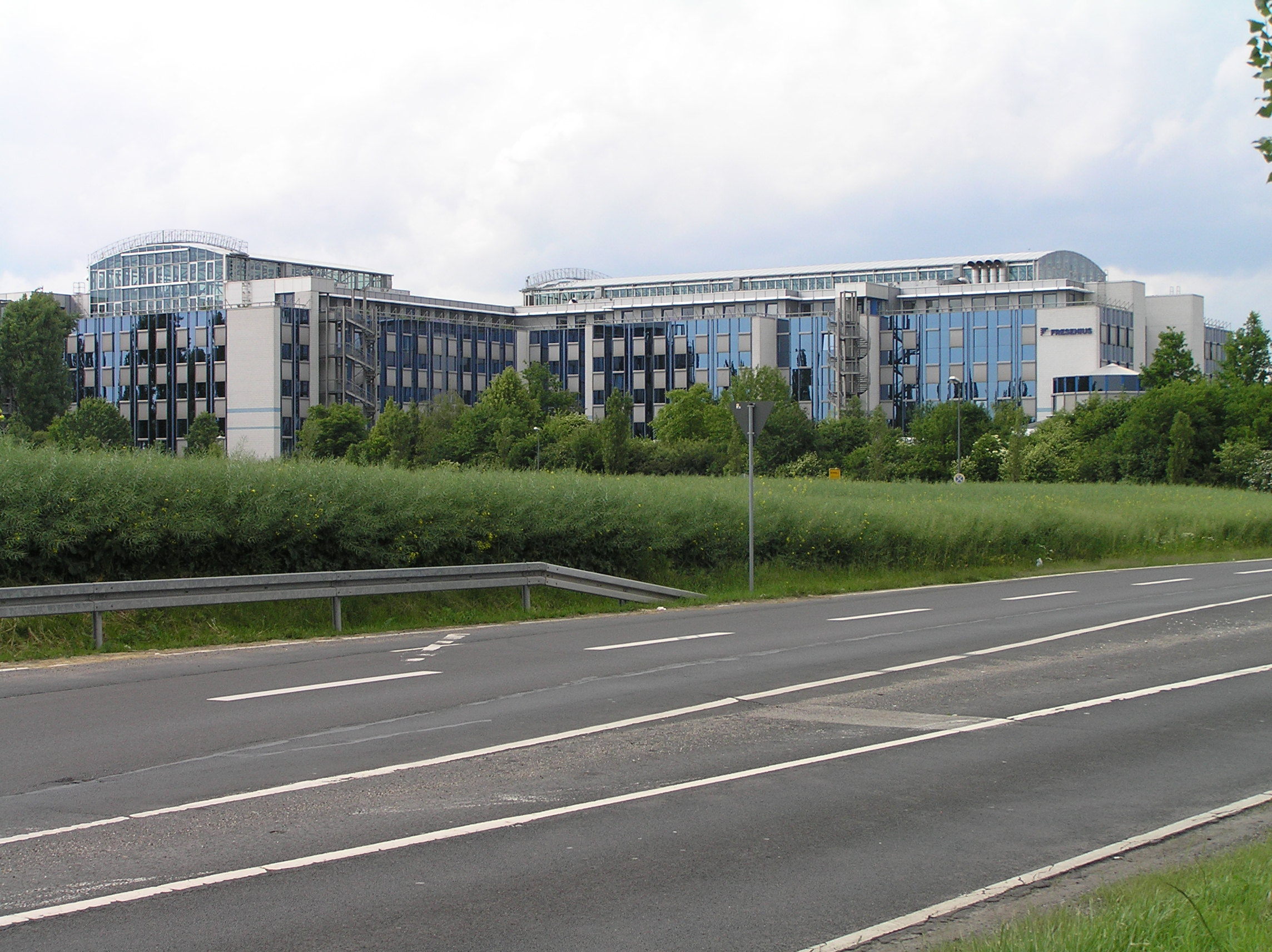
フレゼニウス本社

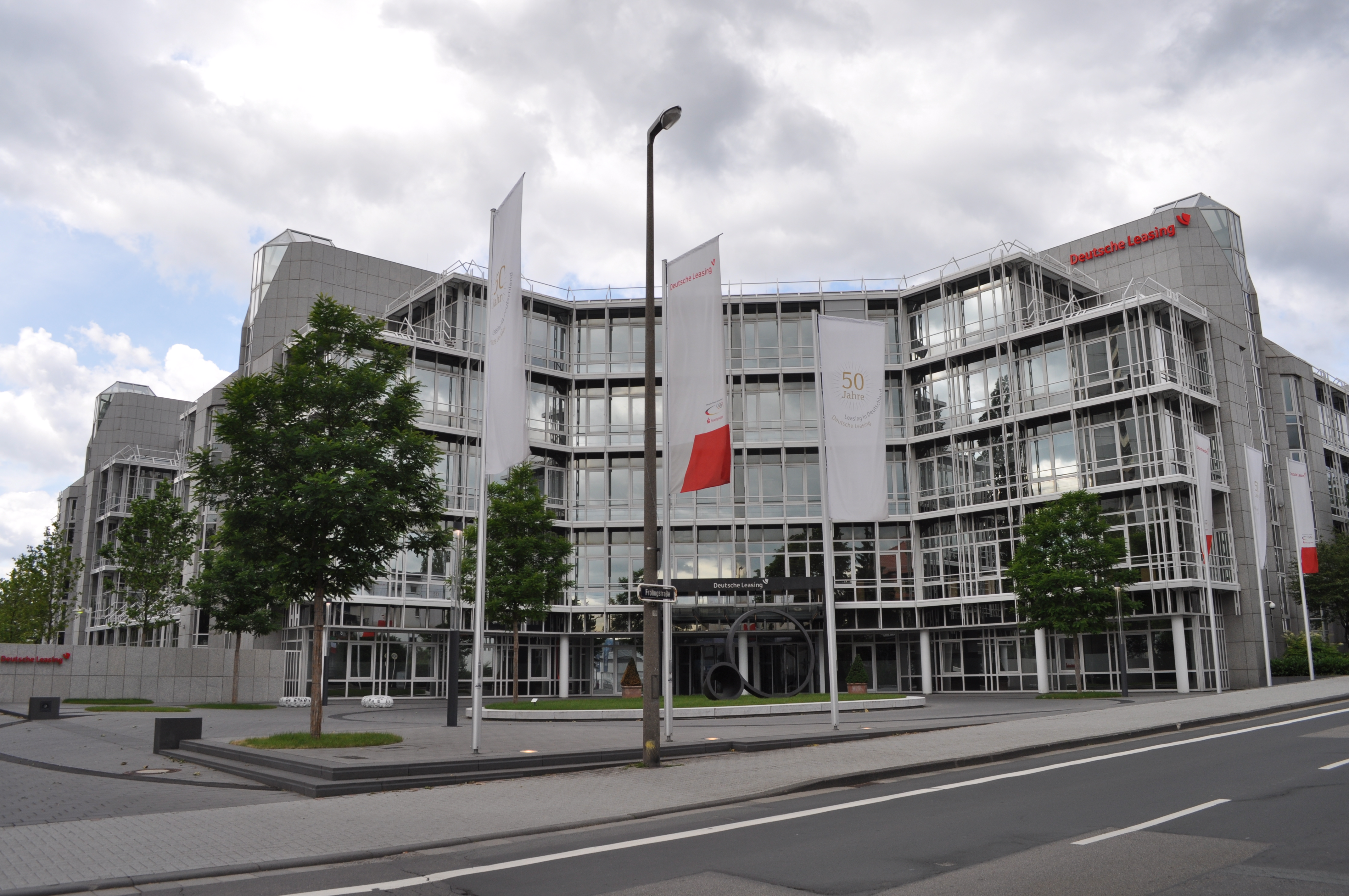
ドイチェ・リージング本社

バート・ホムブルクは、平均を大きく上回る購買力インデックス156 %（ドイツ全体の平均を100 %とする）を示している。この平均以上の住民購買力は、バート・ホムブルクの小売業にとって大変有利であり、わずかな部分が隣接するフランクフルトの小売業者へ流れる。内市街は政治的にも魅力のある街である。たとえば、市の周縁部にあるディスカウントマーケットが定住を促している。これはバート・ホムブルクの市域と境を接するフランクフルトのニーダー＝エシュバッハ市区やカルバッハ＝リートベルク市区の産業地域の急速な拡大を招いている。
バート・ホムブルクは生活の質が特別に高いと評価されており、このためこの街の地価は全ドイツ連邦中でも最高クラスにある。
バート・ホムブルクには一連の企業がある。市外から本市に通勤する従業員（約27,000人）は、本市から市外に通勤する者（約12,000人）よりも多い。市内には、アマデウス・ジャーマニー、バスラー保険、ブリヂストン・ドイチュラント、デルトン、ドイチェ・リージング、フェリ・ファイナンス、フレゼニウス、ヒューレット・パッカード、イクゼティック、リリー・ドイチュラント、カワサキ・ガスタービン・ヨーロッパ、ケーヴィル、ライノタイプ、MEDAファルマ、PIVドライヴス、リングスパン、クヴァント＝グループ、Syzygy といった企業が拠点を置いている。
このほか本市は、不正競争撲滅センター、AOKヘッセン、バート・ホムブルク・カジノの所在地である。さらにタウヌス貯蓄銀行の本社もある。
1855年から1876年までバート・ホムブルクは、銀行券発行銀行であるホムブルク邦有銀行の所在地でもあった。第二次世界大戦後は、連邦補償庁および連邦負債管理局がバート・ホムブルクに本部を置いている。
- バスラー保険本社
- イクゼティック本社
- リリー・ドイチュラント
- バート・ホムブルク・フォア・デア・ヘーエのカジノ

### 保養産業と観光業

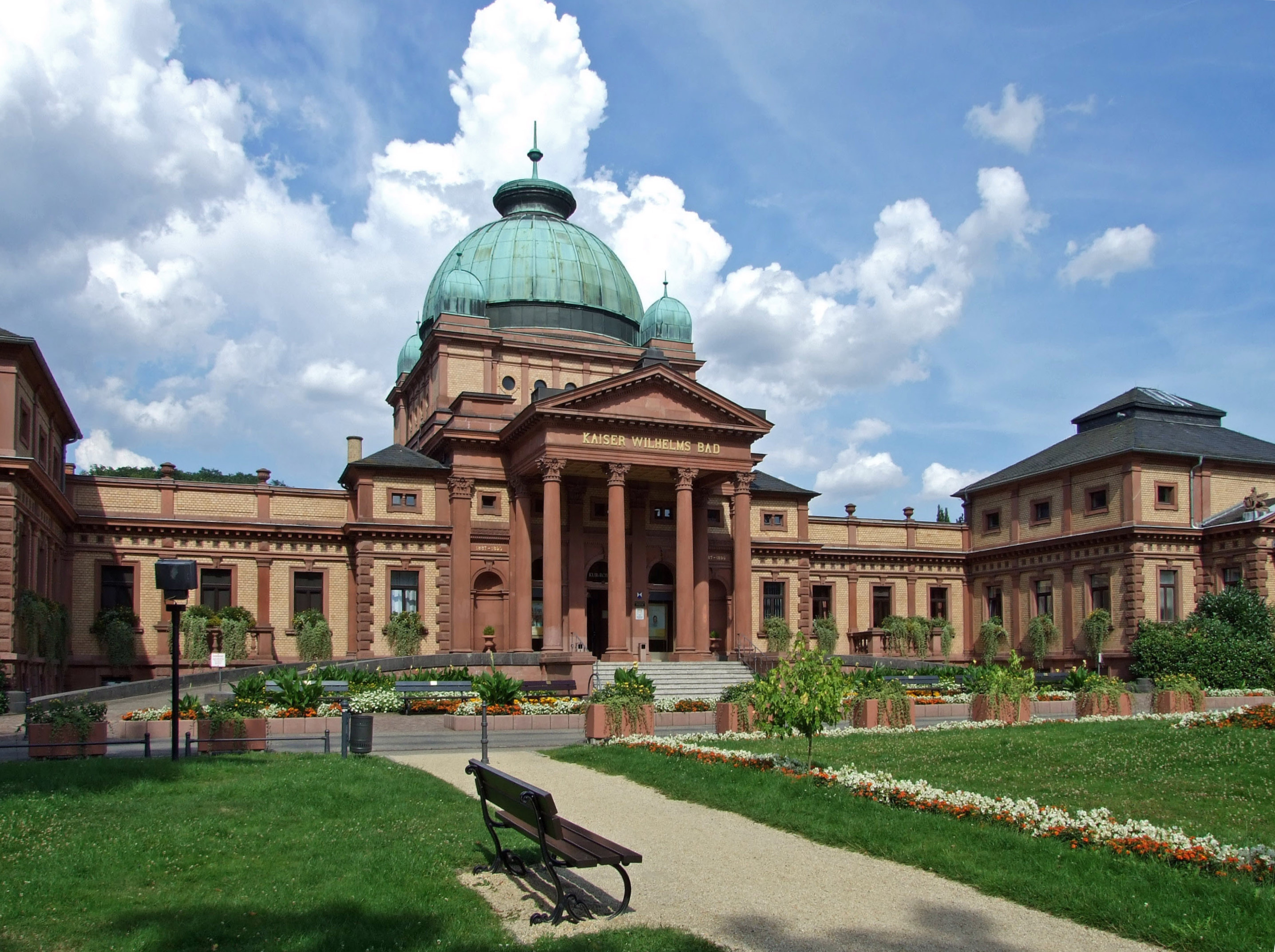
クアパルク内のカイザー＝ヴィルヘルムス＝バート

数多く存在する鉱泉によって創設された保養産業は重要な経済ファクターとなっている。保養産業の中心が1982年から1984年に建設されたポストモダン主義の新クアハウスである。伝統的なカイザー＝ヴィルヘルムス＝バートはクアパルク・バート・ホムブルク内にある。この公園は内市街の東端にペーター・ヨーゼフ・レンネの設計に基づいて造営された広さ44ヘクタールのイギリス式景観庭園である。この公園の下段部分は、比較的多くの泉が密接に集まっているにもかかわらず、場所によって異なるミネラル成分を含んでいることで知られている。
一連の病院があらゆる種類の治療を提供している。ホーホタウヌス郡立のホーホタウヌス＝クリニークのほかに、ヴィッカークリニーク、クリニーク・ヴィンゲルツベルク、クリニーク・ドクトル・バウムシュタルク、パウル＝エーリヒ＝クリニークなどがある。
保養産業のほかに、本市やその周辺には日帰りできる見所がある。
- ゴシック・ハウス[20]
- 鹿園[21]
- ザールブルク城[22]
- バート・ホムブルク城[23]
- ジンクレア＝ハウス（現代芸術の美術館）[24]

- ホーホタウヌス・クリニーク
- ヴィッカース＝クリニーク
- クリニーク・ドクトル・バウムシュタルク
- ゴシック・ハウス
- バート・ホムブルク・鹿園
- バート・ホムブルク城
- ジンクレア＝ハウス

### 交通

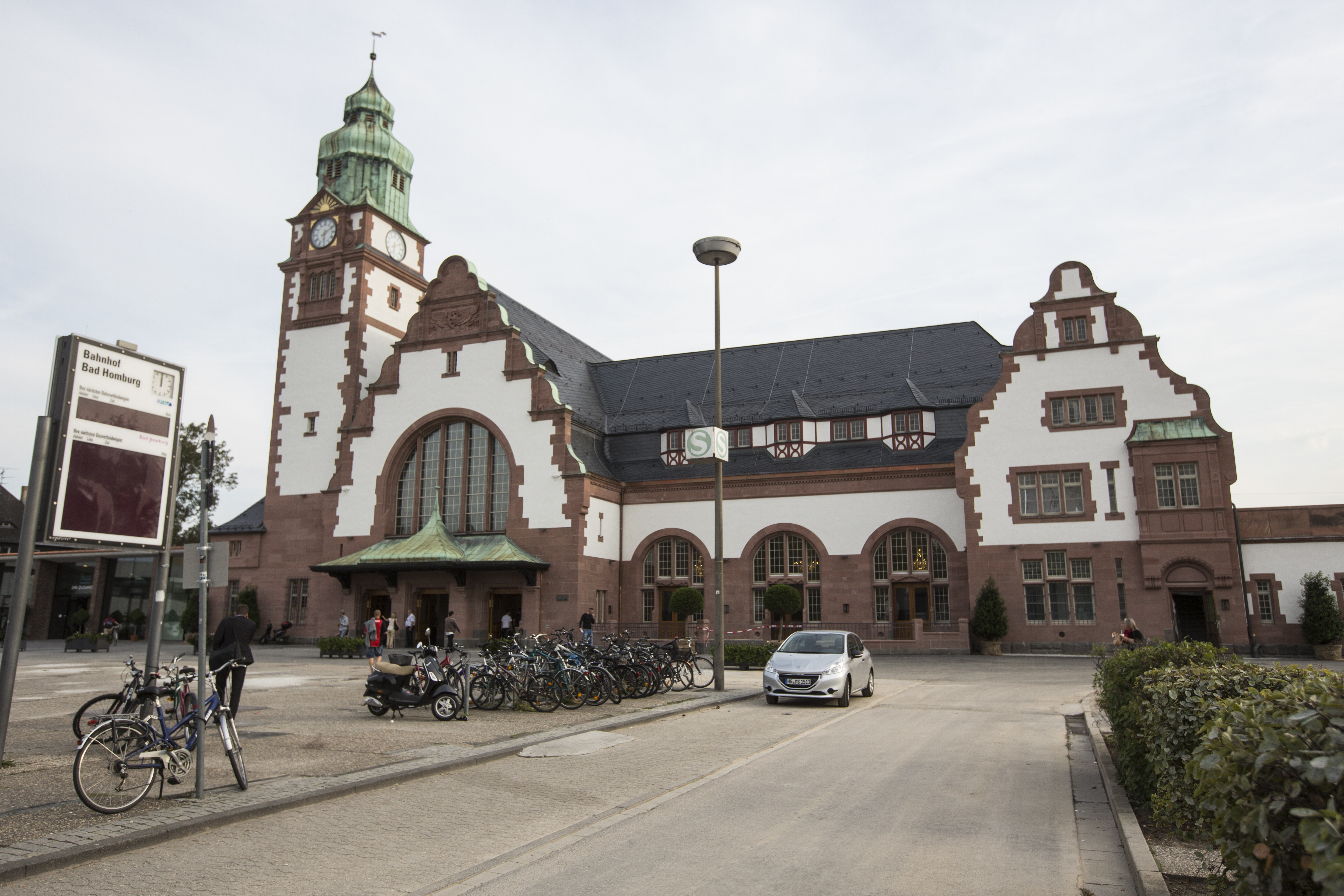
バート・ホムブルク駅

バート・ホムブルク駅は1907年にヴィルヘルム様式で建設された。バート・ホムブルクは、ホムブルガー鉄道を走行するSバーンのS5号線でフランクフルトと結ばれている。バート・ホムブルク駅は、この郡庁所在地とヒンタータウヌス地方の町を結ぶタウヌス鉄道（RB15系統）の終点駅でもある。基本的にはRB15系統とS5号線は当駅で乗り継ぎとなるが、一部時間帯はRB15系統がフランクフルト中央駅まで直通運行を行っている。
バート・ホムブルクには市バス路線網が存在している。この路線網は、10本の昼間路線、6本の夕刻路線、7本の通学路線を含んでいる。また週末には、フランクフルト、フリードリヒスドルフ、ウージンゲン/ノイ＝アンスパハ行きの夜行バス路線もある。バスは2009年1月1日から2015年12月31日までミッテルヘッセン交通会社が運営していた。それ以前はコネクスの子会社アルピナ・バート・ホムブルクが市から委託されて運営していた。トランスデヴと改称したこの会社は、2016年1月1日から1年更新で再び本市の市バスを運営している。
市バスのほかに8本の地方バス路線が、本市とシュミッテン、ヴァイルロート、グレーヴェンヴィースバッハ、フリードリヒスドルフ、カルベン、バート・フィルベル、ヴァイルミュンスター、ヴァイルブルク、クローンベルク、ケーニヒシュタインとを結んでいる。1995年以降、すべての交通路線はライン＝マイン交通連合に加盟している。

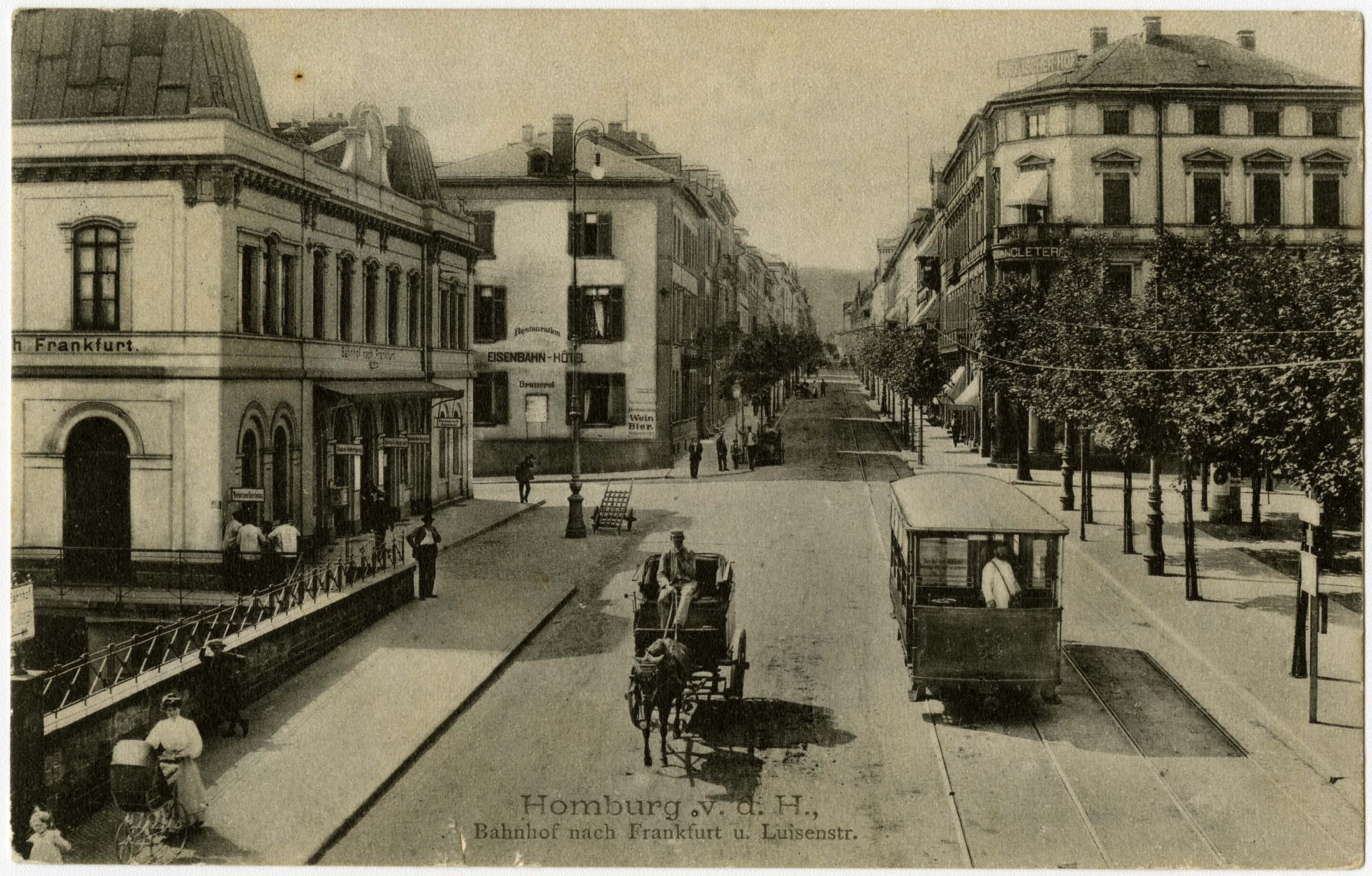
1900年頃の路面電車が走るバート・ホムブルク

1899年から1935年まで、この街には路面電車が通っていた。タウヌスのローマ時代のカストラであるザールブルク城への路線である1900年開通のザールブルク線も含まれていた。1910年から1962年までフランクフルトローカル鉄道が、フランクフルトからルイーゼン通り沿いにマルクトまで、その後現在の旧市庁舎である旧駅まで運行していた。この路線は1971年12月19日以降、U2号線としてゴンツェンハイムまで運行している。2016年現在、バート・ホムブルク駅までの市電路線を復活させる計画の承認プロセスが進行している。
バート・ホムブルクを経由してスポーツセンター・ノルトヴェストまでのUバーンやザールブルクを経由してヒンタータウヌスに至る路線の延伸、通行量過重の連邦道B456号線を利用する通勤客に対して通勤形態の変化を促すような近郊旅客交通の提供といった議論は、2016年現在進行していない。
バート・ホムブルクは、フランクフルトとウージンガー・ラントとを結ぶ街道であるザールブルクパスの麓に位置している。現在はここを4車線の連邦道B456号線が通っている。バート・ホムブルクのペーター＝プノイ交差点について、トンネルを通して日中の渋滞を解消する改造については政治的議論が大いになされている。バート・ホムブルクは3つのインターチェンジでアウトバーンA661号線と結ばれている。バート・ホムブルク・ジャンクションはA661号線とA5号線とが交差するジャンクションである。

### メディア
- タウヌス＝ツァイトゥング、フランクフルター・ノイエ・プレッセのホーホタウヌス郡向け地方版
- バート・ホムブルク・ヴォーヒェ、コマーシャルペーパー
- フランクフルター・ルントシャウ（ドイツ語版、英語版）の地域向け別冊
- ライン＝マイン＝ツァイトゥング、フランクフルター・アルゲマイネ・ツァイトゥングの地方版

このほかに、バート・ホムブルクは2003年から2014年までライン＝マイン地方向けのローカルテレビであるラインマインtvの所在地であった。

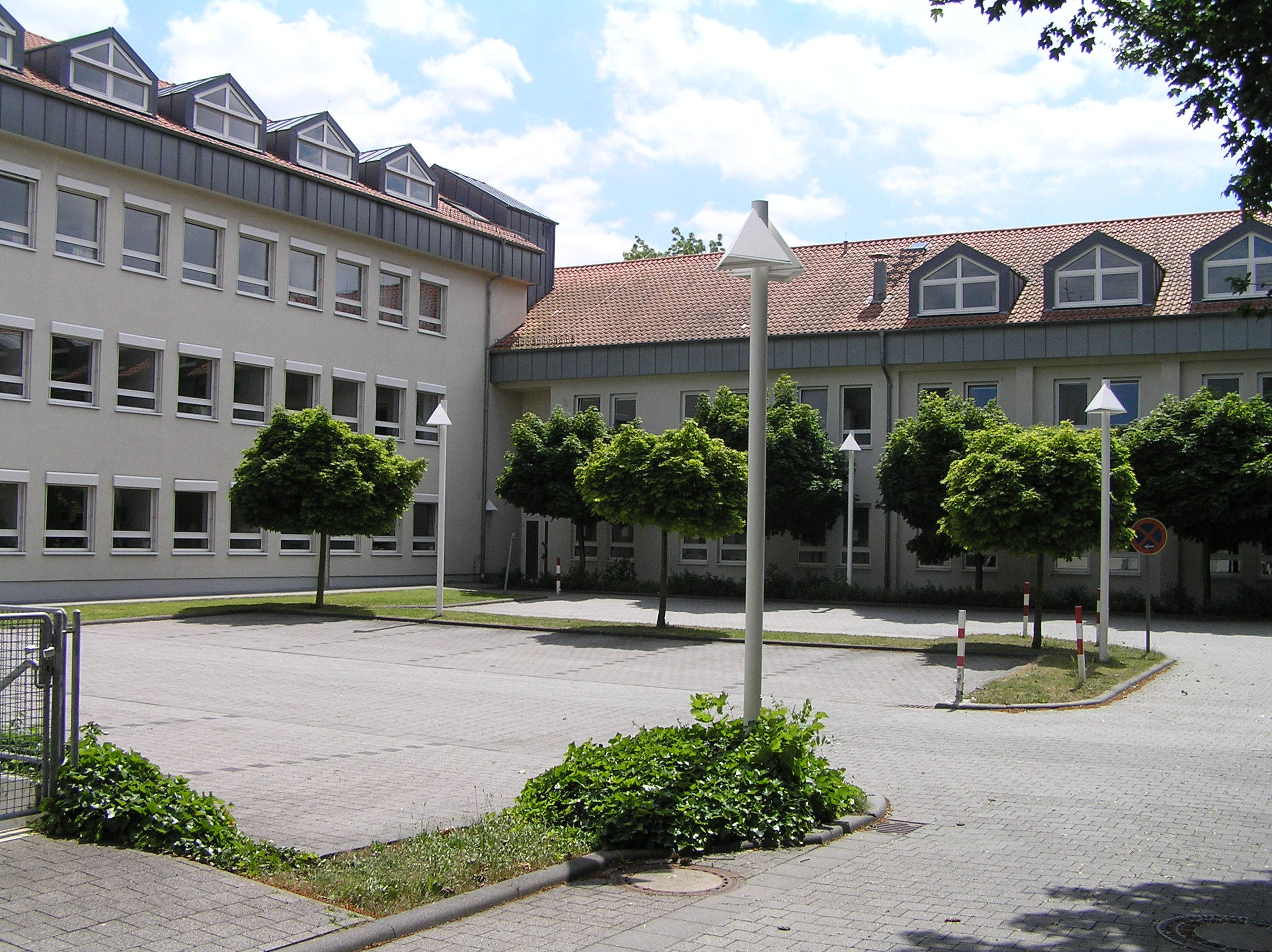
バート・ホムブルク・フォア・デア・ヘーエ区裁判所

### 公共機関
バート・ホムブルクは以下の役所、裁判所、公共機関の所在地である。
- 連邦職業紹介所
- 中央役務・未解決財産問題連邦庁、バート・ホムブルク・フォア・デア・ヘーエ支所
- 連邦補償庁
- ホーホタウヌス郡庁舎
- バート・ホムブルク・フォア・デア・ヘーエ税務署
- バート・ホムブルク・フォア・デア・ヘーエ区裁判所
- バート・ホムブルク・フォア・デア・ヘーエ商工会事務所

### 教育

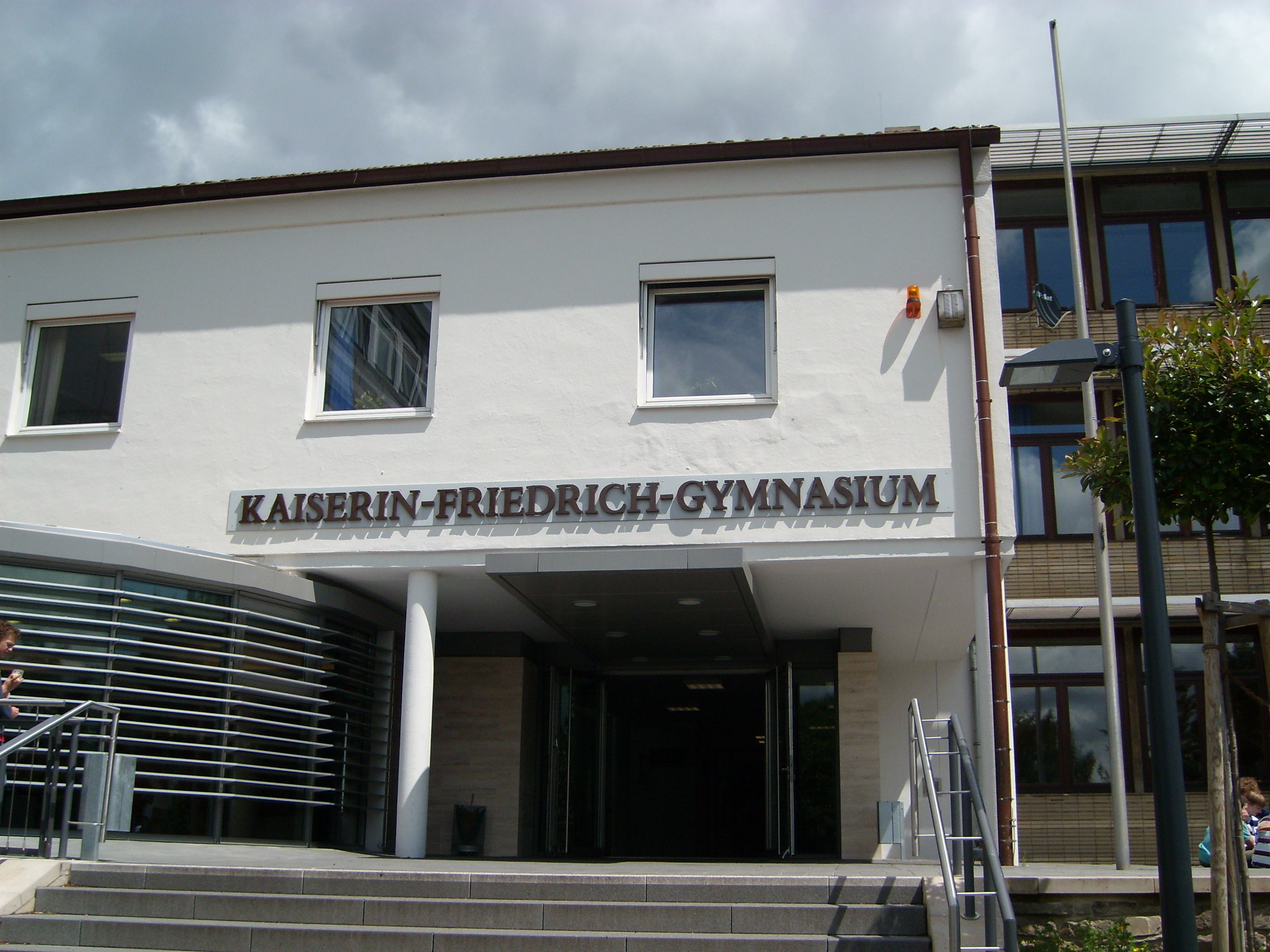
カイゼリン＝フリードリヒ＝ギムナジウム

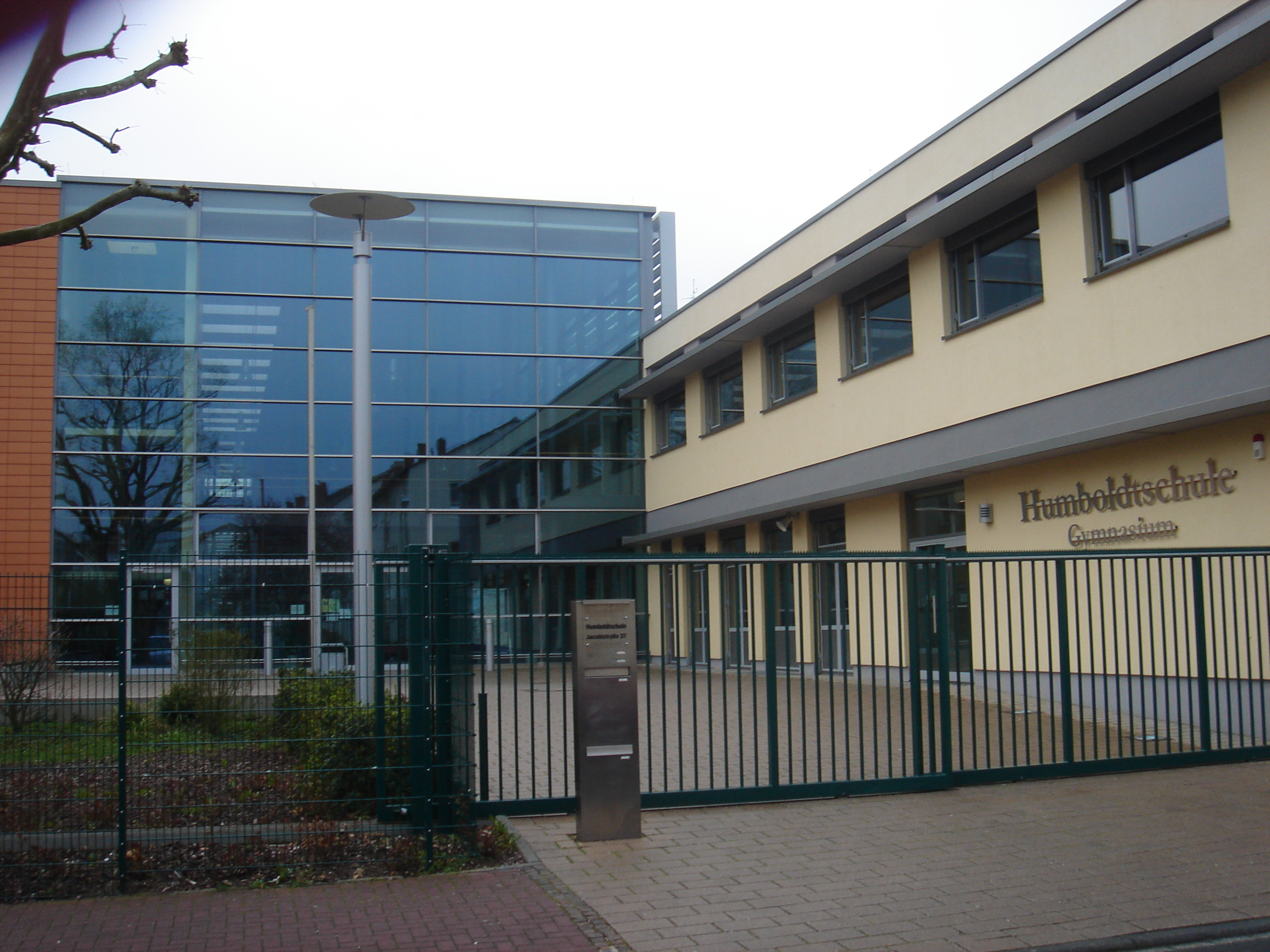
フンボルトシューレ - ギムナジウム

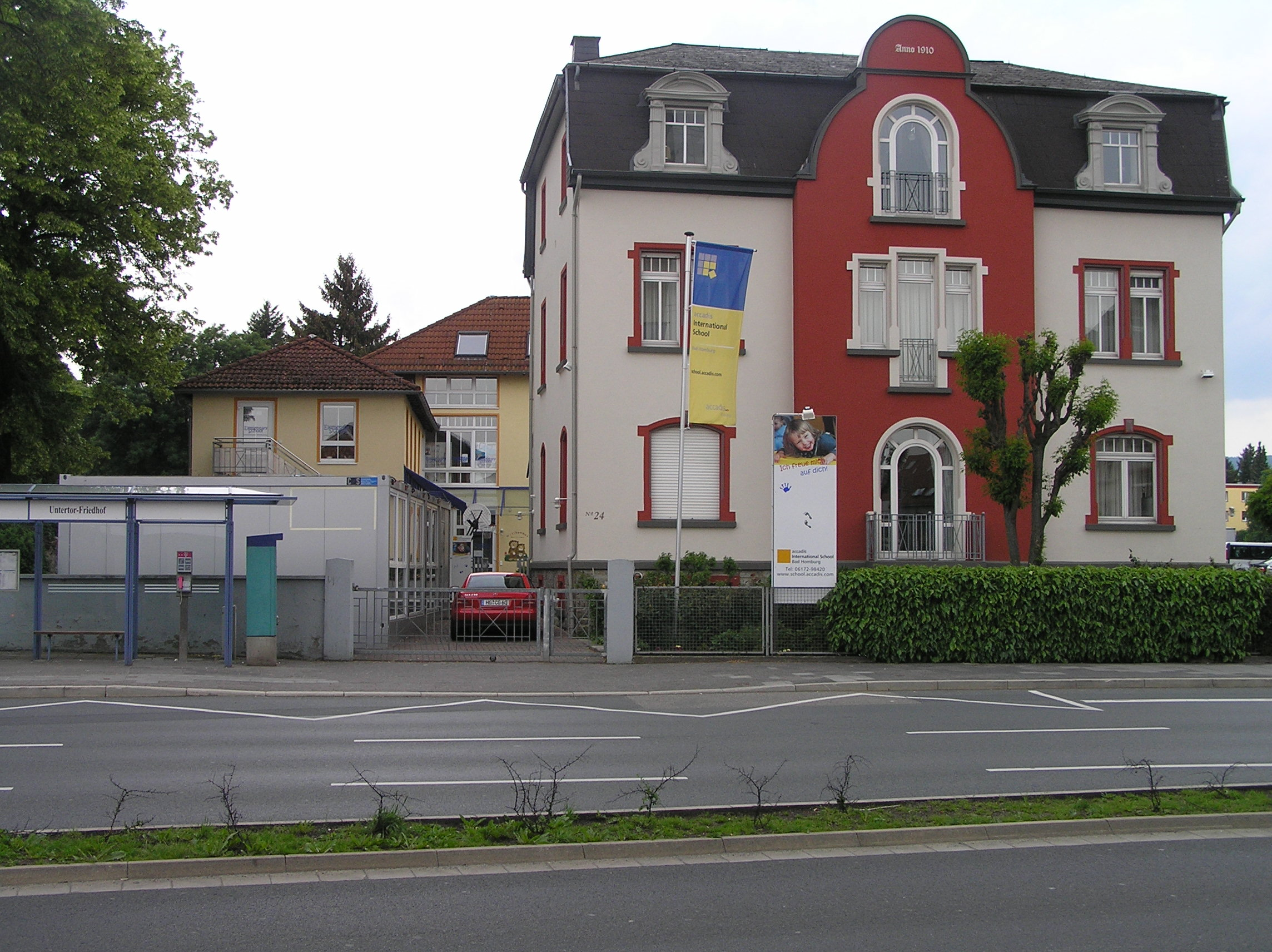
アッカディス国際学校バート・ホムブルク

#### 基礎課程学校
- フリードリヒ＝エーバート＝シューレ、ゴンツェンハイム
- ドルンホルツハウゼン基礎課程学校
- イム・エシュバッハタール基礎課程学校、オーバー＝エシュバッハ
- ヘルダーリン＝シューレ、バート・ホムブルク
- ケッテラー＝フランケ＝シューレ、キルドルフ
- ラントグラーフ＝ルートヴィヒ＝シューレ、バート・ホムブルク
- パウル＝マール＝シューレ、オーバーエルレンバッハ

#### 上級学校
- アッカディス・インターナショナル・スクール・バート・ホムブルク[25]、国際的二言語ギムナジウム
- カイゼリン＝フリードリヒ＝ギムナジウム[26]、上級課程を有するギムナジウム
- フンボルトシューレ[27]、上級課程を有するギムナジウム
- アム・グルックシュタイン総合学校、ギムナジウムの初級課程を含む総合学校で、上級課程は有していない
- マリア＝ヴァールト＝シューレ[28]、私立の女子実科学校・職業ギムナジウム
- フェルトベルクシューレ[29]、オーバーウルゼルに本校がある職業学校で、バート・ホムブルク・キャンパスを有している

#### 大学
- アッカディス大学バート・ホムブルク[30]、私立の経済大学

#### その他の学校
- インターナショナル・ランゲージ・スクール、私立の語学学校
- ペスタロッツィシューレ、養護学校
- 市民大学 / 音楽学校

## 文化と見所

### 文化イベント
1997年から2年ごとにクアパルクで、世評の高い現代彫刻家の作品展示がなされ、「ブリックアハゼン」という名称の奨励賞コンテストが行われる。このほかに1989年からフリードリヒ・ヘルダーリンの命日前日にあたる毎年6月6日に、バート・ホムブルク市はフリードリヒ＝ヘルダーリン賞の奨励賞を授与している。
1995年から2年ごとに世界的に有名な音楽化を招いた国際オルガンフェスティバル「フガート」が開催され、奨励賞が授与される。このほかに、1935年から（第二次世界大戦中に一時期中断されたが）毎年9月の第1週末にバート・ホムブルク・ランタンフェストが開催されている。

### スポーツクラブ

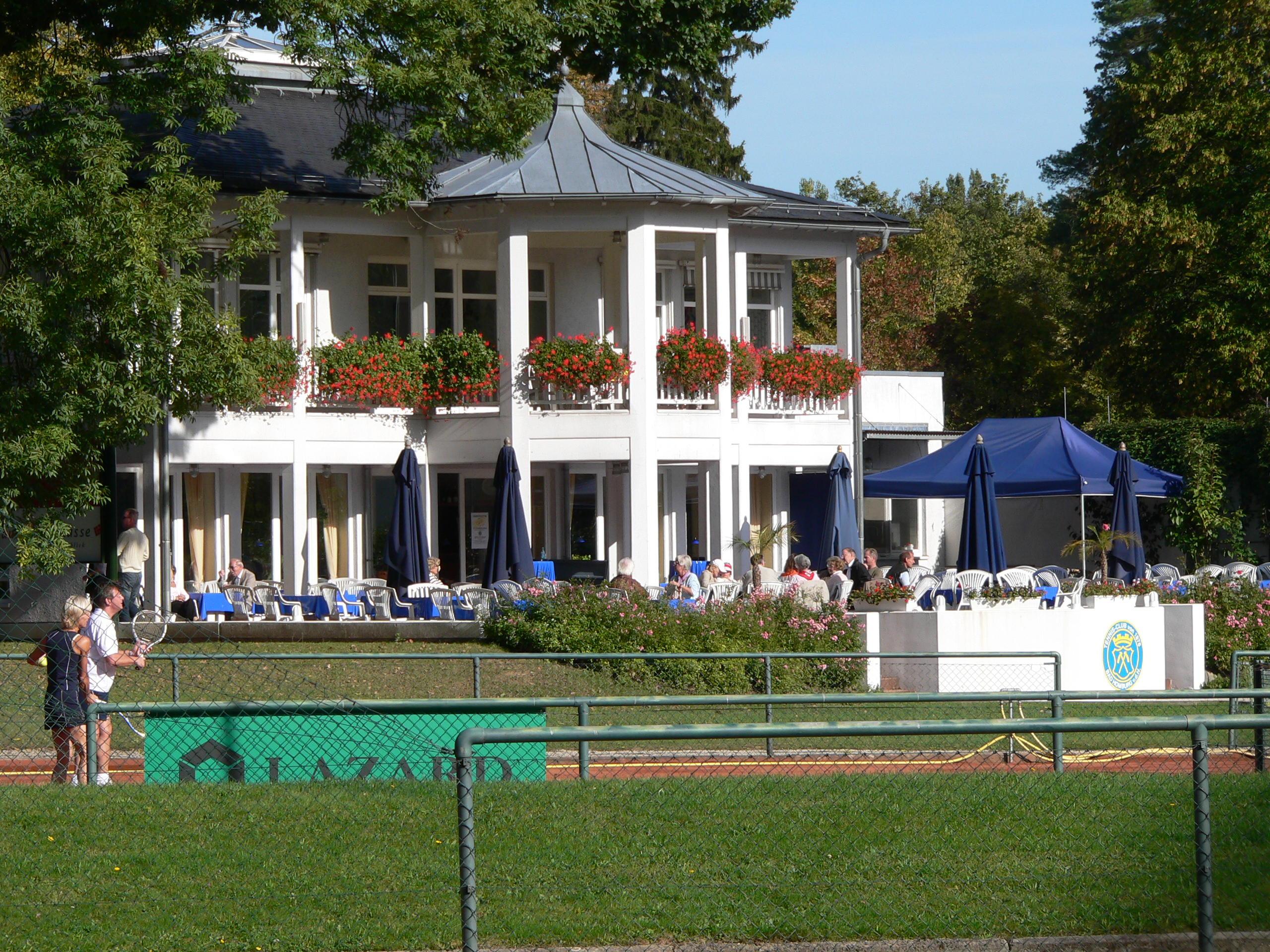
バート・ホムブルク・テニス・クラブ

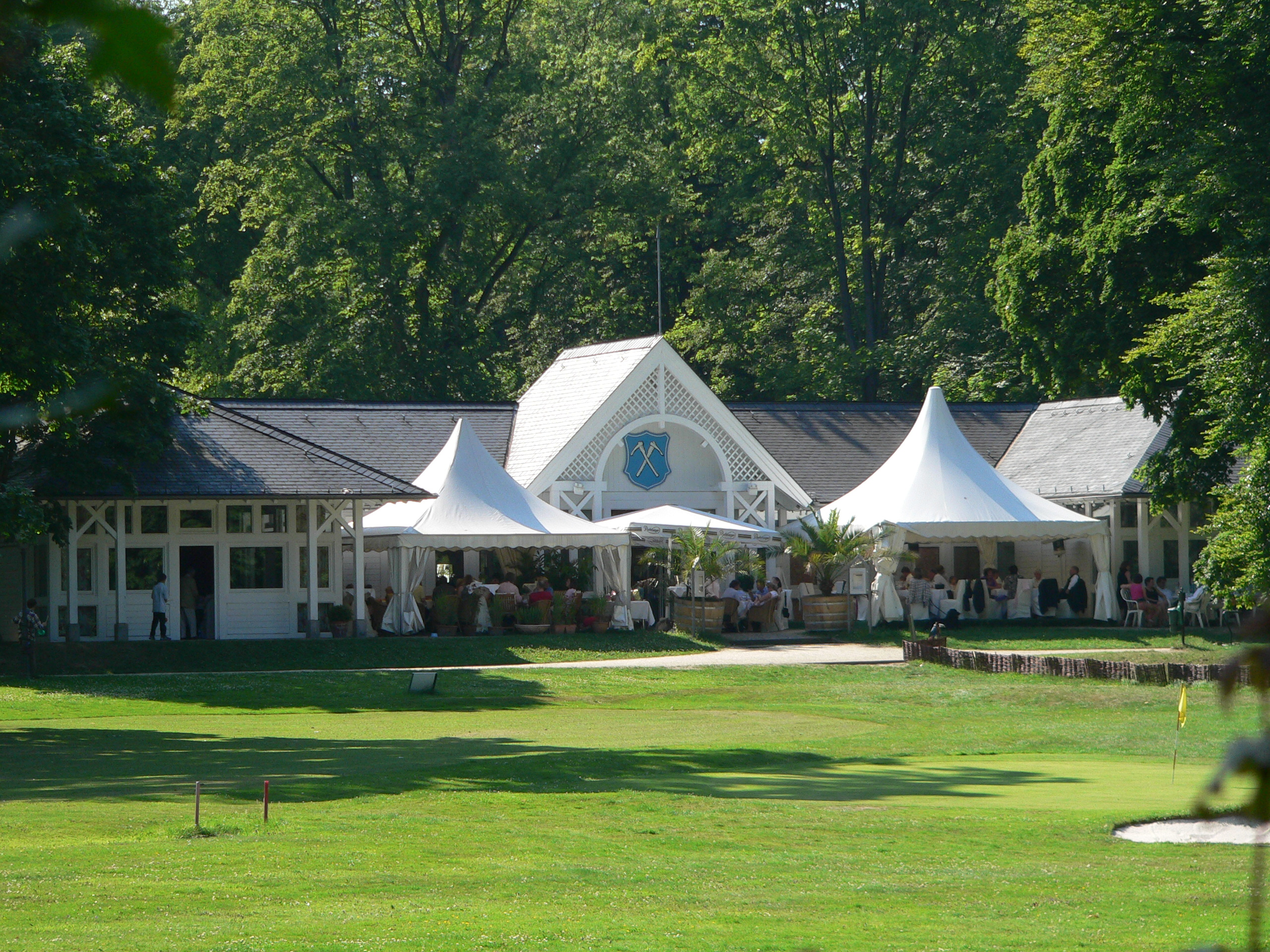
バート・ホムブルク・ゴルフ・クラブ

- AFC バート・ホムブルク・センチネルス[35]、アメリカン・フットボール
- バート・ホムブルク・ロックンロール・ダンスセンター・アハト・ナッハ・ゼクス、1981年設立
- バート・ホムブルク水泳クラブ 1927年
- 野球・ソフトボールクラブ・バート・ホムブルク・ホーネッツ[36]、1992年7月7日設立、野球ブンデスリーガ
- 武道館バート・ホムブルク、1957年設立、ドイツで最も古い空手クラブ
- DJK SV ヘルヴェチア・バート・ホムブルク＝キルドルフ 1920年
- FC ボンバー・バート・ホムブルク
- ホッケー・クラブ・バート・ホムブルク、1921年7月10日設立
- ホムブルク・ゴルフ・クラブ 1899年[37]、クアパルクのオールド・コースはドイツ最古のゴルフ場である。1889年から活動している。
- ホムブルク騎馬・乗馬クラブ[38]、1898年設立
- ホムブルク射撃クラブ 1390年[39]
- ホムブルク体操クラブ[40]、1846年設立
- 航空スポーツクラブ・バート・ホムブルク、アンスパハ飛行場の運営者
- RSG フィヒテンホーフ、フィヒテンホーフ乗馬スポーツセンター
- チェスクラブ・バート・ホムブルク 1927年
- SG オーバー＝エルレンバッハ
- SGK バート・ホムブルク 1890年
- SpVgg バート・ホムブルク
- テニスクラブ・イム・クアパルク[41]、1876年設立、大陸で最も古いテニスクラブ
- TSG オーバー＝エシュバッハ
- TSV ファタンシュポール・バート・ホムブルク
- TV ゴンツェンハイム 1894年
- TSV オーバー＝エルレンバッハ
- TCC オーバー＝エルレンバッハ 1987年、卓球

### スポーツ施設

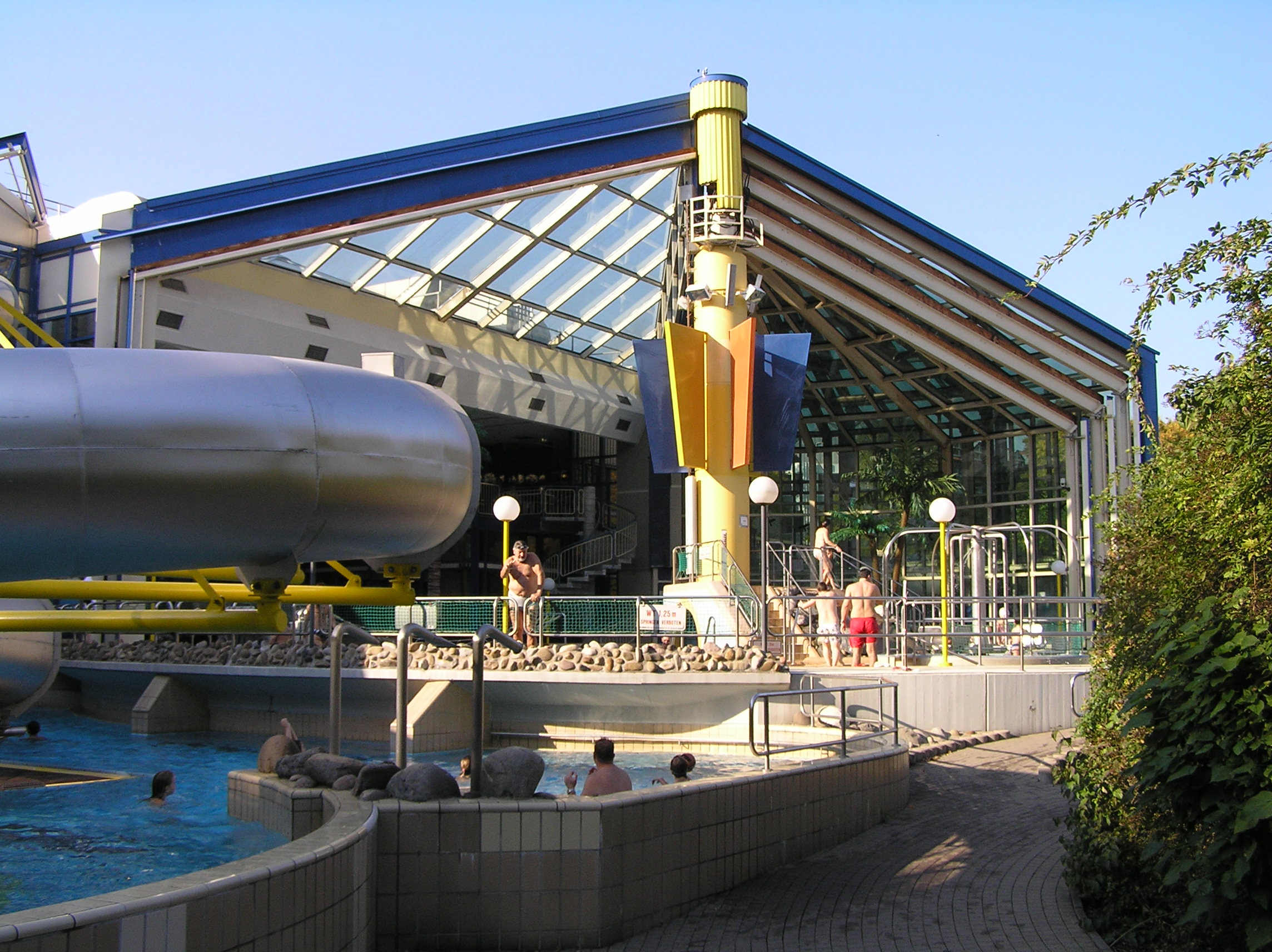
バート・ホムブルクのゼーダムバート

#### レジャープールと温泉
バート・ホムブルクには2つの有名なレジャープールがある。ゼーダムバートとタウヌス＝テルメである。
ゼーダムバートは市営の体験・レジャープールである。屋内では日光浴やサウナのほかに、50 mのスポーツプール、立ち泳ぎ用プール、渦巻きプール、子供用プールやウォータースライダーを年中利用することができる。ゼーダムバートで特殊なのは、「冒険プール」と呼ばれるプールである。このプールにはヴァッサーピルツ（大きな茸状のオブジェから水が降り注ぐ設備）、噴霧器、水流マッサージ、ウォーターシュート、メリーゴーランド、トンネル、流れる水路があり、その一部は気候のよいときには開くガラスドームの下にある。ドームが開くと、このプールは大きな屋外プールの一部となる。屋外プールとしては、3つの水泳用プール、飛び込み台、子供用プール、児童遊戯広場、大きな日光浴用芝生広場がある。入場料に対して市が多額の助成金を出していることも、このプールの人気拡大に貢献している。
タウヌス＝テルメはゼーダムバートのすぐ向かい側にあたるクアパルクの端に位置している。この民営プールはサウナや日光浴室のほかに医療目的の様々な水泳プール、レストラン、2スクリーンの映画館を備えている。

### 彫刻の並木道
駅と市役所とを結ぶ「彫刻の並木道」は、旧連邦負債管理局庁舎、現在の技術系市庁舎近くの緑地で、著名な芸術家による彫刻作品が並べられている。
- エルヴィン・ヴォールテルカンプ作「レンネのために」、2001年
- ケニー・ハンター作「赤い少年」、2007年
- カール・メンツェン作「ダンス・ソロ」、2008年
- Hanneke Beaumont作「メランコリア」、2009年
- カスパー・ベルガー作「ダヴィド/セルフ・ポートレイト No.11、2009年
- シーン・ヘンリー作「歩く女」、2008年

### 記念碑

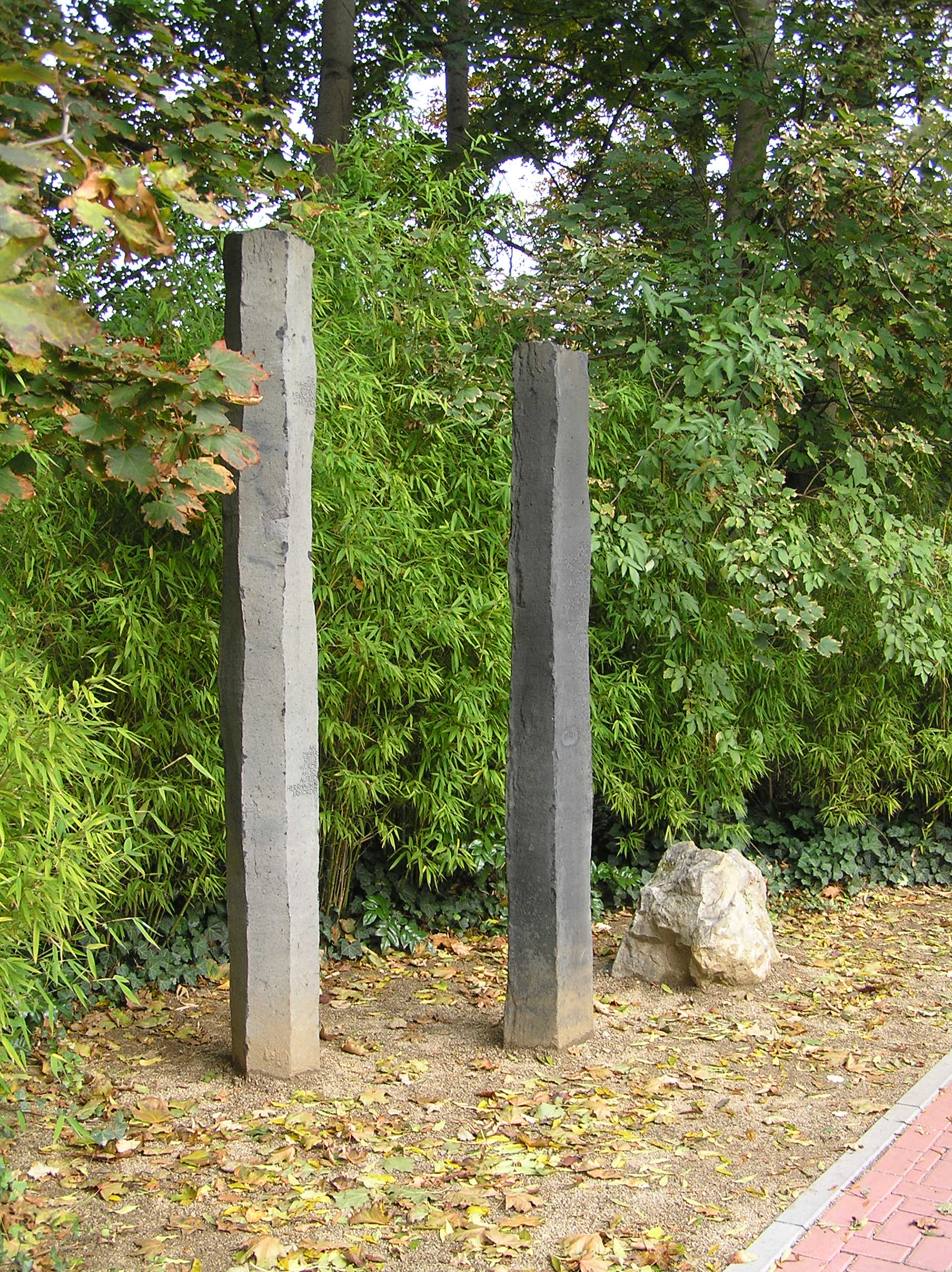
アルフレート・ヘルハウゼン記念碑

バート・ホムブルク城周辺には、バート・ホムブルク城館庭園が広がっている。この庭園はイギリス庭園をモデルとした景観庭園であり、ゴシック・ハウスにまで至るバート・ホムブルク方伯庭園の一部である。
クアパルクには、フリードリヒ・ヘルダーリン、ペーター・ヨセフ・レンネ、ヴィルヘルム・フィルヒナー、マクシミリアン・ビルヒャー＝ベンナー、皇帝ヴィルヘルム1世、ヴィルヘルム2世、フリードリヒ3世、ヴィクトリア皇后の記念碑がある。
エリーザベト通りの記念碑は、1938年11月の排斥運動（水晶の夜）によって破壊された1864年建造の新シナゴーグと、1942年に国外追放されたバート・ホムブルクのユダヤ人を記念したものである。
森林庭園には、自然文化財のヨーロッパブナ「クラウスボイムヒェン」がある。現在の若木は、1966年の嵐で倒れた木の替わりに植えられたものである。同じく自然文化財のラーベンシュタイン岩石群は、キルドルフ近郊に存在する。キルドルフとバート・ホムブルクとの境界付近には、グルッケンシュタインがある。
1875年にヴァイゼンハウス広場に、1870/71年の戦没者記念碑が建立された。
タウヌス＝テルメとゼーダムバートとの間に、ここで殺害されたアルフレート・ヘルハウゼンを記念して3本の玄武岩の石柱が建てられた。
市の中心部から約7 km北西に、高さ591 mのヘルツベルクがある。ここには展望塔が建っている。
- クアパルクのヘルダーリン記念碑
- クアパルクのレンネ記念碑
- ヴィルヘルム・フィルヒナー記念碑
- ビルヒャー・ベンナー記念碑
- ヴィルヘルム1世記念碑
- ヴィルヘルム2世記念碑
- フリードリヒ3世記念碑
- ヴィクトリア皇后記念碑
- ドストエフスキー記念碑
- ラーヴェンシュタイン岩石群

### 小説の舞台としてのバート・ホムブルク
この地に住んだウルズラ・リュットが書いた小説 In Sachen Mensch は1955年にツィルヒャー・シュタインベルク出版から刊行された。著者の夫ヴァルターは町の刑事警察署長であった。リュットは著書の中で、地名こそ明示していないが、市議会や自治体の行い、街での生活について活写している。リュットは実在の人物を仮名で利用して、「縁故主義、腐敗、不義、同性愛の災いに満ちた混合物」と強調した。地方史家のディーター・メッツは、この本の刊行によって「影響を受けた人たちにとっては耐え難い日常」であったと記している。約300 ページのこの小説はかなり物議を醸し、1955年から1958年まで3つの裁判の中心となり、時には差し押さえられもした。著者は名誉毀損や誹謗中傷罪で訴えられ、後に無罪となったものの、著書の刊行を取りやめた。リュット夫妻は2002年に、その数年前から暮らしていたプロヴァンスで亡くなった。死亡の状況についてはよく分かっていない。

## 人物

### 出身者

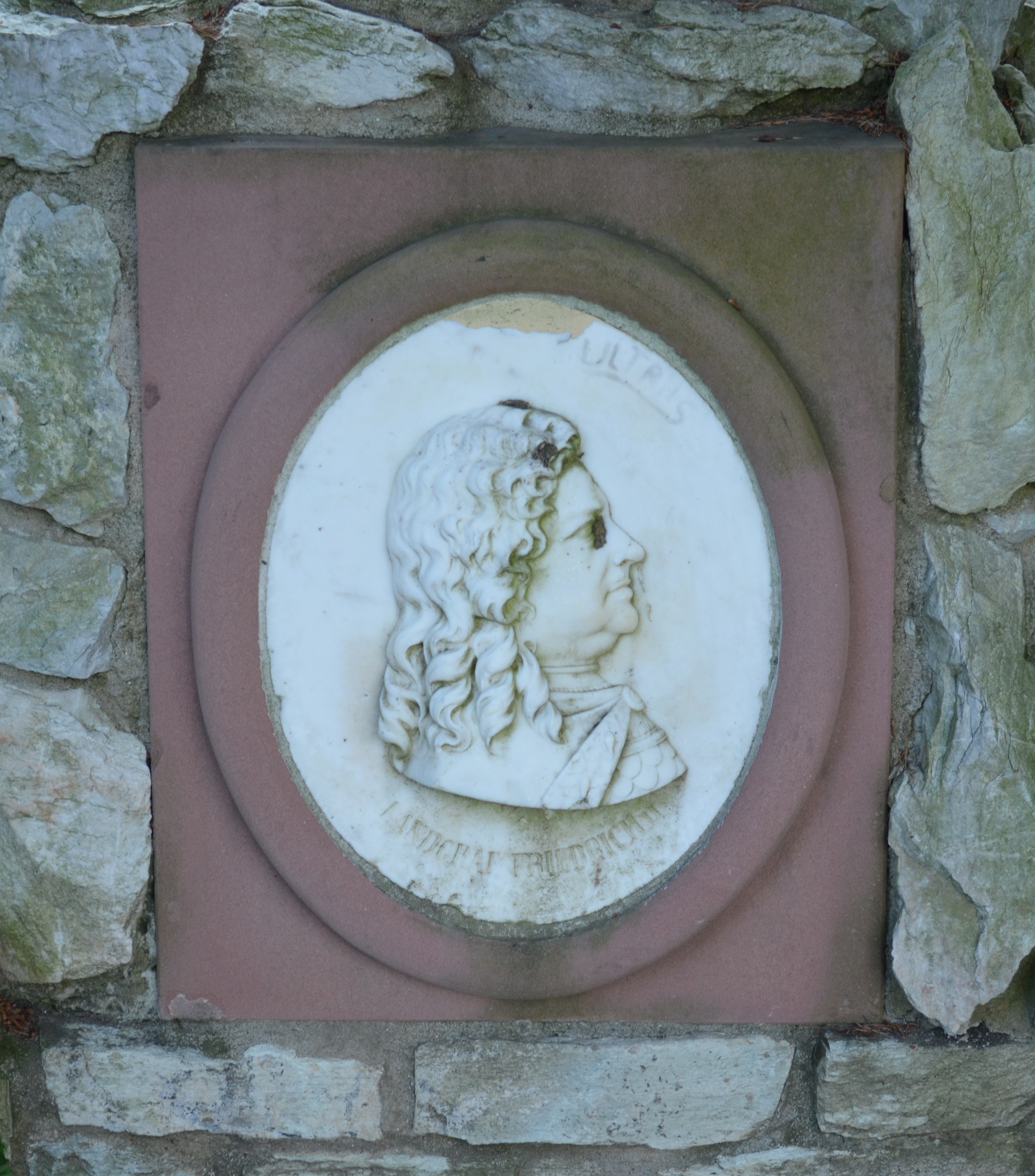
フリードリヒ2世記念碑

- ヘッセン＝ホムブルク方伯フリードリヒ2世（ドイツ語版、英語版）（1633年 - 1708年）ヘッセン＝ホムブルク方伯
- マリアンネ・フォン・ヘッセン＝ホンブルク（マリー・アンネ・アマリー・フォン・ヘッセン＝ホムブルク、1785年 - 1846年）プロイセン王子ヴィルヘルム・フォン・プロイセンの妃
- ロッツ・カーロイ（ドイツ語名:カール・ロッツ）（1833年 - 1904年）画家
- ルドルフ・フォン・エシュヴェーゲ（1895年 - 1917年）第一次世界大戦の戦闘爆撃機パイロット
- ユディット・ヘンメンディンガー（1923年 - ）作家
- ヴォルフガング・シュトレッター（1948年 - ）ホッケー選手
- ラインハルト・ゲンツェル（1952年 - ）宇宙物理学者
- ズザンネ・クラッテン（1962年 - ）実業家
- シュテファン・クヴァント（1966年 - ）実業家
- フランキー・ミラー（1966年 - ）ヒップホップグループ C-ブロック（ドイツ語版、英語版） のDJ
- ファビオ・マンシーニ（ドイツ語版、英語版）（1987年 - ）モデル

### ゆかりの人物

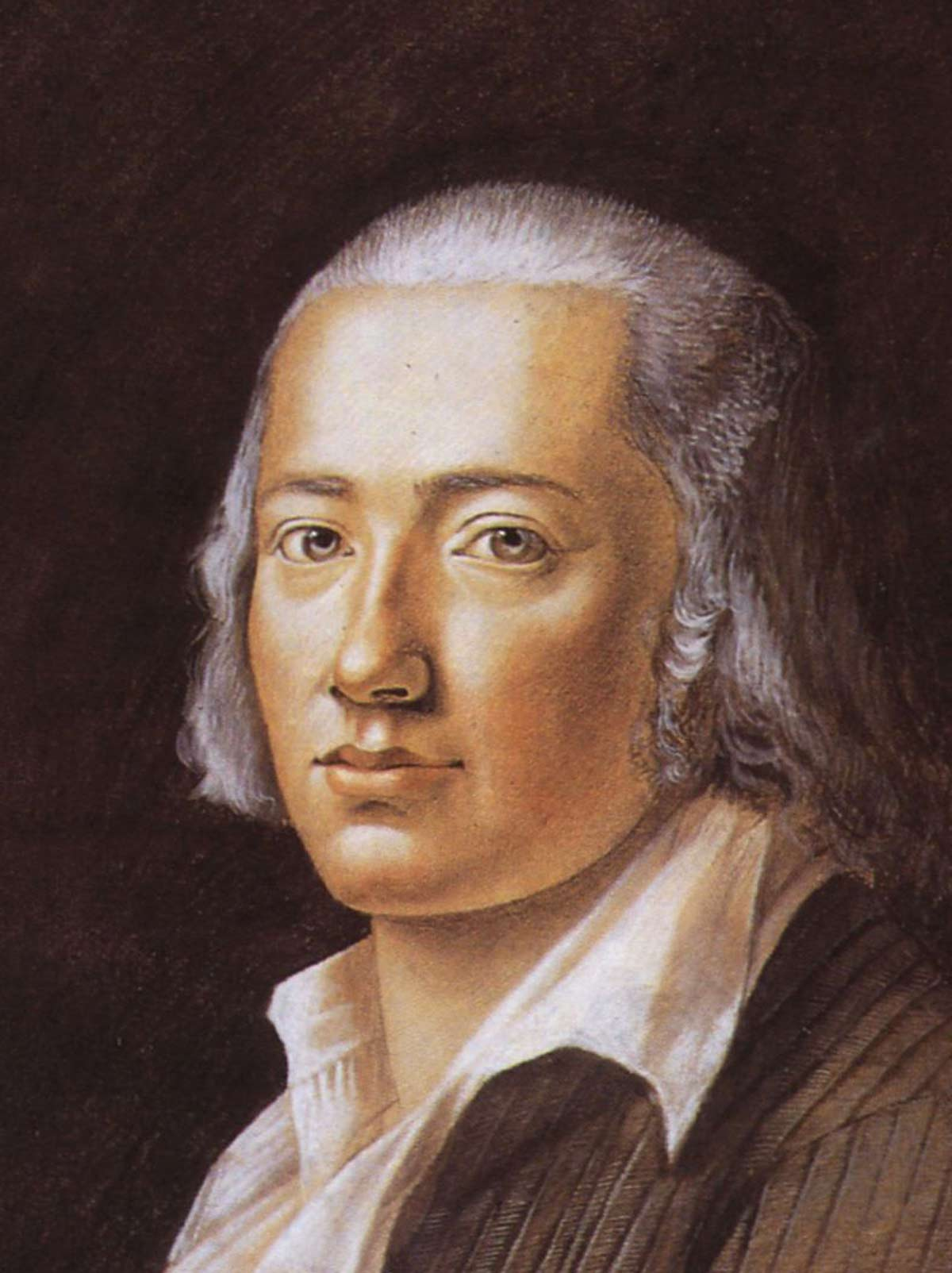
フリードリヒ・ヘルダーリン

- フリードリヒ・ヘルダーリン（1770年 - 1843年）詩人
- エトムント・ホイジンガー・フォン・ヴァルデッグ（ドイツ語版、英語版）（1817年 - 1886年）機械エンジニア、鉄道エンジニア
- ジョージ・エリオット（1819年 - 1880年）イギリスの作家
- フョードル・ドストエフスキー（1821年 - 1881年）ロシアの作家
- モーリッツ・パッシュ（1843年 - 1930年）数学者
- パウル・エールリヒ（1854年 - 1915年）細菌学者
- ラファエル・リーゼガング（ドイツ語版、英語版）（1869年 - 1947年）化学者、企業家
- シュムエル・アグノン（1888年 - 1970年）イスラエルの作家
- グスタフ・ハインリヒ・ラルフ・フォン・ケーニヒスヴァルト（ドイツ語版、英語版）（1902年 - 1982年）古生物学者、地質学者
- ヴェルナー・マイホーファー（1918年 - 2009年）法学者、政治家
- ヨハンナ・クヴァント（1926年 - 2015年）実業家
- アルフレート・ヘルハウゼン（ドイツ語版、英語版）（1930年 - 1989年）銀行家、ドイツ銀行CEO
- アンドレアス・メラー（1967年 - ）サッカー選手
- ライナー・シュットラー（1976年 - ）テニス選手